# Antisémitisme en France

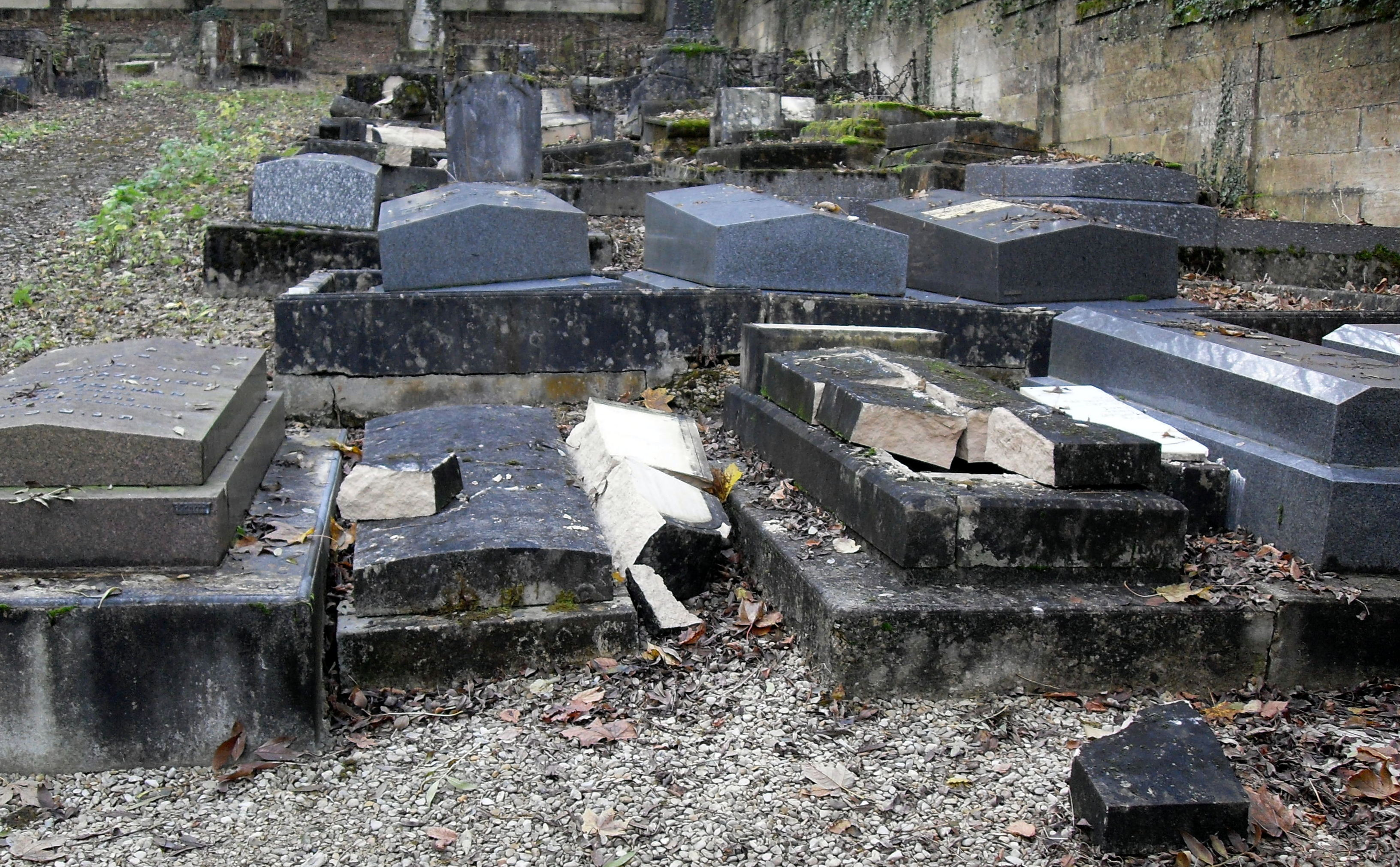
Profanation de 49 tombes du cimetière israélite de Bar-le-Duc le 29 octobre 2010.

L’antisémitisme en France est la traduction par une idéologie, des actes ou des écrits, d'une haine des Juifs sur le territoire français. Avant le XIXe siècle, il est plus difficile qu'aujourd'hui de dissocier, dans l'analyse, l'hostilité aux Juifs d'un point de vue communautaire et culturel — l'antisémitisme — de celle en raison de leur religion — l'antijudaïsme — ; et ce, parce que religion et politique étaient plus imbriquées qu'aujourd'hui et que c'est la version racialiste de l'antisémitisme qui a surtout été étudiée. L'antisémitisme « moderne », comme idéologie raciste, date de la seconde moitié du XIXe siècle. En France, la propagation d’idées antisémites et les actes inspirés par cette idéologie sont punis par la loi.

## Historique

### Antijudaïsme avant la Révolution

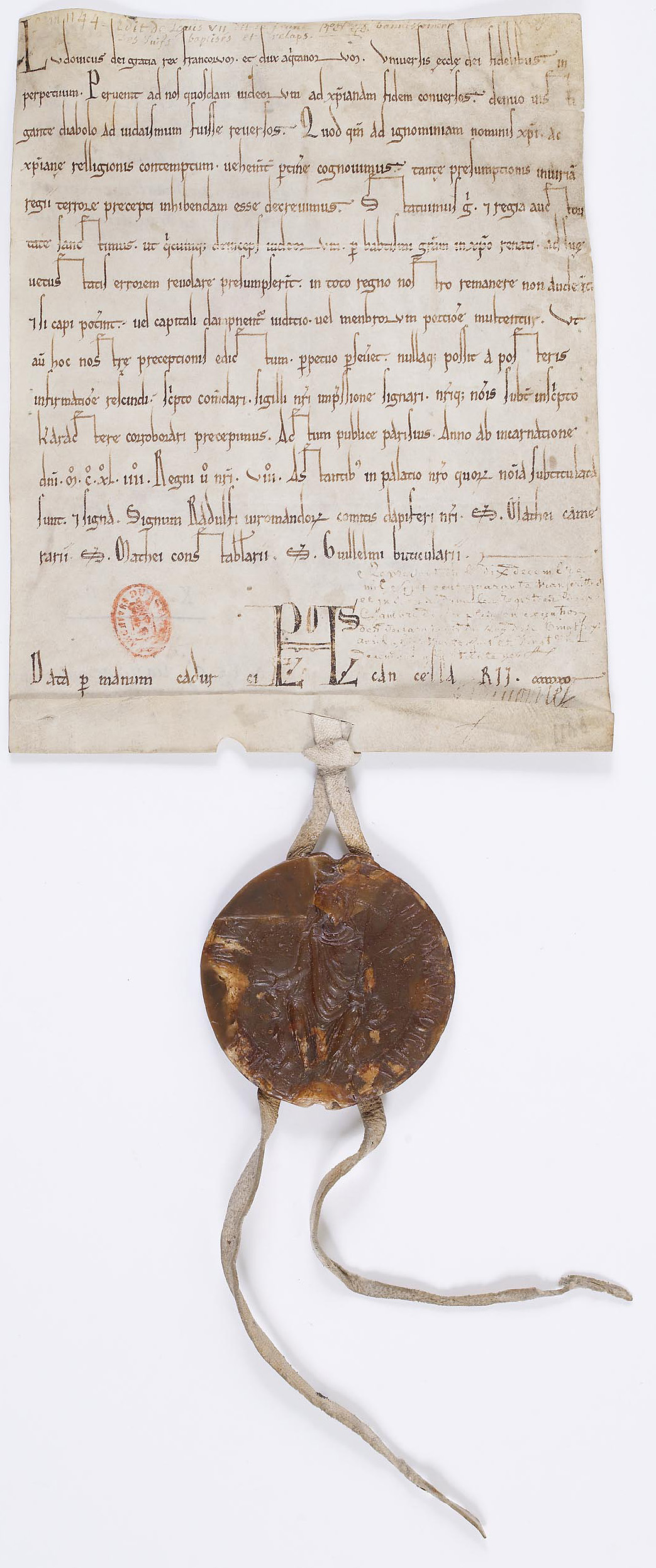
Édit de bannissant du royaume les Juifs relaps sous peine de mutilation ou de mort. Paris, 1144-1145. Archives nationales de France.

La conversion au christianisme des Wisigoths et des Francs rendit difficile la condition des Juifs : une succession de conciles diminua leurs droits jusqu'à ce que Dagobert Ier les force à se convertir ou à quitter la France en 633. Lors des conciles d'Elvira (305), de Vannes (465), des trois conciles d'Orléans (533, 538, 541), avec le concile de Clermont (535), l'Église interdit aux Juifs de faire des repas en commun avec des chrétiens, de faire des mariages mixtes et proscrit la célébration du shabbat, le but étant de limiter l'influence du judaïsme sur la population.
Parallèlement, il faut noter le rôle de protecteur des Juifs que les papes jouent. C'est ce dont témoignent les papes Grégoire Ier dit Le Grand en 602 et Innocent III en 1199, qui réprouvent à la fois le judaïsme et les conversions forcées.

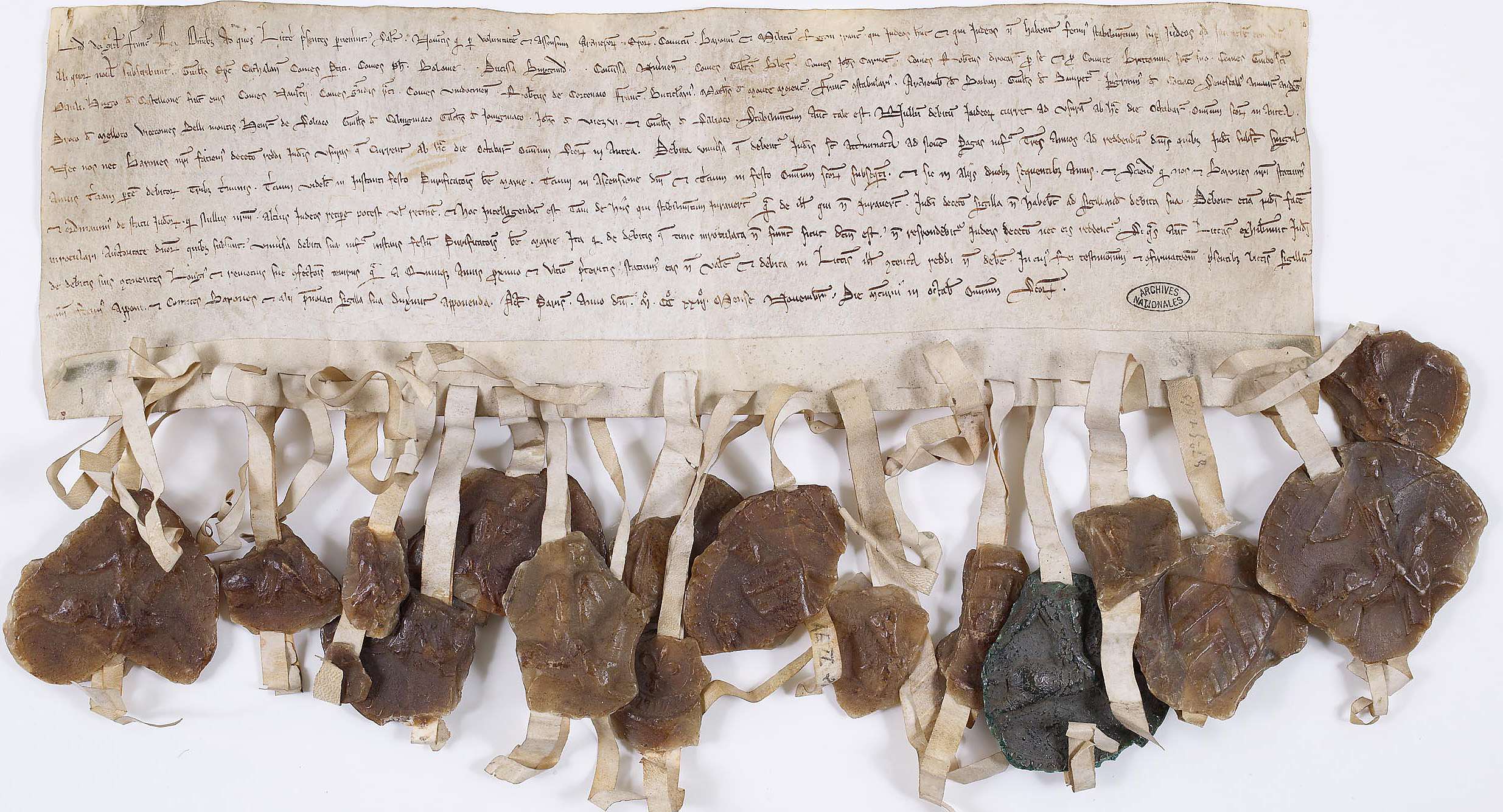
Ordonnance du roi et des évêques, archevêques, comtes, barons et chevaliers du royaume, donnée le 8 novembre 1223, sur le paiement des dettes contractées envers les Juifs : les sommes prêtées par ceux-ci ne produiront plus d'intérêts ; les créances antérieures à cinq ans seront annulées. Archives nationales de France.

Cependant, en 576, d'après Venance Fortunat, l'évêque Avit de Clermont exige des 500 Juifs de sa ville qu'ils se convertissent avant d'exiler à Marseille les récalcitrants. Cependant, l'époque carolingienne voit d'abord une amélioration de la condition des Juifs, dont certains atteignent de hautes positions sous Charlemagne. Celles-ci sont dénoncées et combattues par les architectes de la christianisation des royaumes de ses héritiers, comme Agobard de Lyon. On peut commencer à dater l'antisémitisme français avec le Concile de Clermont de 1095, qui reprend les mesures des conciles antérieurs. Même si le pape n'appelle pas à l'antisémitisme, et le condamnera fermement par la suite, des bandes populaires se joignent à la croisade populaire et se livrent à des exactions vis-à-vis des Juifs, aussi bien pour les convertir de force que pour se procurer les sommes nécessaires pour le voyage en Terre sainte.
Au XIIe siècle apparaît l'accusation de meurtre rituel. Plusieurs dizaines de Juifs sont envoyés au bûcher à Blois en 1171. En 1215, le concile de Latran impose le port de la rouelle qui deviendra obligatoire en France en 1269, à la fin du règne de Louis IX, dit « Saint Louis ». Ce dernier a auparavant organisé en 1240, à l'instigation de sa mère Blanche de Castille, la première disputation au sujet du Talmud entre des rabbins dont Yehiel de Paris et des ecclésiastiques, qui se conclut par la condamnation du Talmud dont les exemplaires sont brûlés publiquement en place de Grève à Paris en 1242.

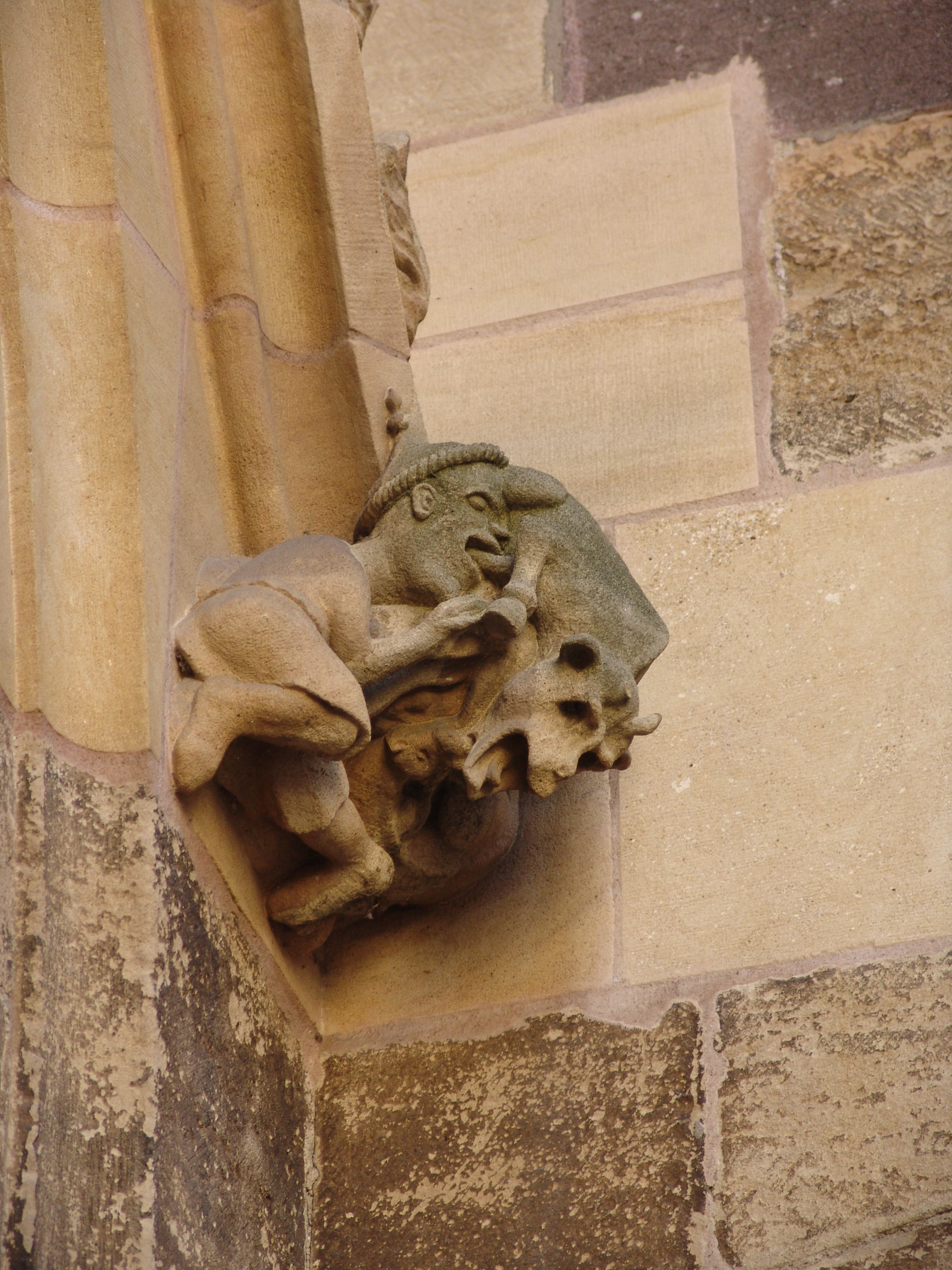
Judensau (Truie des Juifs) du XIVe siècle, ornant la façade occidentale de la collégiale Saint-Martin de Colmar en Alsace

Le roman Notre-Dame de Paris publié en 1831 par Victor Hugo reflète l'antisémitisme désinvolte de cette époque, lorsqu'un personnage spécule sur ce à quoi doit ressembler le mystérieux Quasimodo et s'écrie : « J'imagine que c'est une bête, un animal, la progéniture d'un Juif et d'une truie ; bref, quelque chose qui n'est pas chrétien et qui devrait être jeté dans l'eau ou dans le feu ».
De telles brimades, notamment vestimentaires, « annoncent un durcissement et peuvent se changer en persécutions », observe l'historien et théologien Guy Bedouelle. Ce dernier estime que « l'exclusion sociale qui s'ensuit est plus grave peut-être que les hécatombes ponctuelles, les massacres isolés, parce qu'une mentalité de ghetto » va être imposée aux Juifs d'Occident.
En juillet 1306, le roi Philippe le Bel expulse les Juifs de France, en confisquant au passage leurs biens et possessions. Ces mesures entrent dans le cadre d'une reprise en main des finances royales, qui explique qu'il s'empara aussi des biens des Lombards en 1277, puis supprima avec brutalité l'Ordre des Templiers de 1307 à 1312. Après plusieurs rappels et expulsions, au gré des besoins du trésor royal, les Juifs sont définitivement expulsés en 1394 sous Charles VI.
Le Comtat Venaissin — alors une enclave pontificale — devient une terre de refuge pour les Juifs après les expulsions car ils n'y dépendent pas de la couronne de France mais de l'Église, d'où leur dénomination « Juifs du Pape. » Par ailleurs, l'Espagne devient un autre refuge précaire pour les Juifs, dont la condition se dégrade entre 1391 et l'expulsion de 1492, mesure prise par les Rois catholiques à travers le décret d'Alhambra, afin d'imposer la foi chrétienne à l'ensemble de leur pays après l'achèvement de la Reconquista. Ces Juifs espagnols se réfugient en partie au Portugal mais le roi Manoel Ier prend en 1497 le même type de dispositions contre les Juifs (« le baptême ou l'exil »). Les Juifs portugais se réfugient alors aux Provinces-Unies (actuelle Hollande), dans l'Empire ottoman,en Afrique du nord, en Amérique, où ils seront encore poursuivis par l'Inquisition espagnole et aussi en France (particulièrement dans le Midi).
Trois siècles plus tard, le Code noir, ordonnance sur la « police des nègres » dans les îles, ordonne l'expulsion des Juifs des colonies françaises en 1685.

### Révolution française

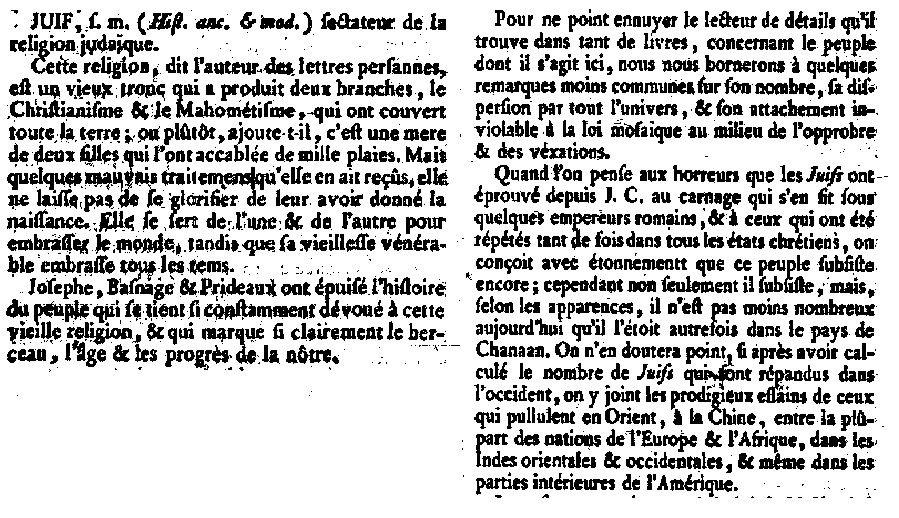
Début de l'article « Juif » dans l'Encyclopédie, 1751-1765

Avant la Révolution, l'hostilité d'un Voltaire lui fait placer dans son Dictionnaire philosophique à l'adresse des Juifs : « vous êtes des animaux calculants ; tâchez d'être des animaux pensants ». Dans les années 1770, la majorité des encyclopédistes et penseurs tout occupés à défendre les droits des Noirs des Antilles, des Hurons ou des Indiens d'Amérique, en oublient de plaider en faveur de l'émancipation de leur prochain immédiat, les Juifs de France, et les couvrent plutôt d'accusations et de moqueries. Toutefois, le principal auteur de l'Encyclopédie, Diderot, dans un des plus longs articles de l'Encyclopédie, l'article Juif, rend « justice à l'importance de la destinée du peuple juif, à la richesse de sa pensée ».
Des mesures sévères contre les Juifs d'Alsace (environ 20 000 personnes) sont prises à travers les lettres patentes du 10 juillet 1784 : notamment limitation du nombre de Juifs et de leurs mariages, frein économique, etc.. En revanche, l'édit de janvier 1784 de Louis XVI exempte les autres Juifs « des droits de péage corporel, travers, coutume, et de tous les autres droits de cette nature pour leur personne seulement » qui auparavant les assimilaient aux animaux.
En 1787, la Société Royale des arts et des sciences de Metz lance un concours : « Est-il des moyens de rendre les Juifs plus heureux et plus utiles en France ? ». En août 1788, l'émigré juif polonais de Lublin Zalkind Hourwitz (seul Juif à concourir), l'avocat protestant de Nancy Claude Antoine Thiery et le prêtre catholique d'Embermesnil en Lorraine abbé Grégoire en seront les lauréats ex æquo.
Inspiré par l'Allemand von Dohm, Riqueti de Mirabeau publie en 1787 un opuscule Sur Moses Mendelssohn et la réforme politique des Juifs ; l'abbé Grégoire en 1788 son Essai sur la régénération physique et morale des Juifs ; Zalkind Hourwitz sa Vindication (ou Apologie) des Juifs dans laquelle, il démontre les « limites humiliantes de la formule » du concours car pour rendre « utiles et heureux les Juifs de France », il faut d’abord en faire des citoyens comme tous les autres ; « il ne s’agit pas de les régénérer mais d’abolir l’injustice religieuse politique, sociale » donc de transformer la société française les maintenant « dans une infériorité infamante » car « ce ne sont donc pas les Juifs mais les Chrétiens, qu'il faudrait régénérer et rendre justes et humains envers les premiers » : il réclame alors les privilèges de la citoyenneté, de la propriété foncière, de la liberté professionnelle et de l'éducation,.
D'autres personnalités prennent parti pour les droits civils des Juifs comme Malesherbes ou Clermont-Tonnerre. Les esprits éclairés considèrent qu'en annihilant l'avilissement où les sociétés chrétiennes ont relégué les Juifs, leur condition s'améliorera et qu'ils perdront ainsi tous « leurs vices ».
Au printemps 1789, les cahiers de doléances des communautés juives montrent à travers leurs demandes, ce qu'il en était à l'époque du trait antisémite :
- pour les Juifs de l'Est : le libre exercice du culte avec droit de conserver leurs rabbins[27], leurs syndics et leurs communautés, l'exemption des droits de protection et d'habitation, la soumission aux charges des citoyens, la faculté d'acquérir des immeubles, de cultiver des terres, d'exercer des métiers, de s'établir dans toutes les provinces sans être forcés de se réunir dans des quartiers séparés[28] ;
- pour les Juifs de Metz : l'abolition de la pension de 20 000 livres due à la famille de Brancas[29],[30] pour droit de protection, la participation à la jouissance des biens communaux[28] ;
- pour les Juifs de Lorraine : la conservation de leurs usages, lois civiles et religieuses, l'admission dans les collèges et universités, l'abolition de la haine religieuse[17] ;
- pour les Juifs d'Alsace : la liberté de mariage[31], l'autorisation d'avoir des domestiques chrétiens pour les travaux agricoles, la défense à tout homme public d'user dans les actes et les plaidoyers d'épithètes flétrissantes pour les Juifs[28].

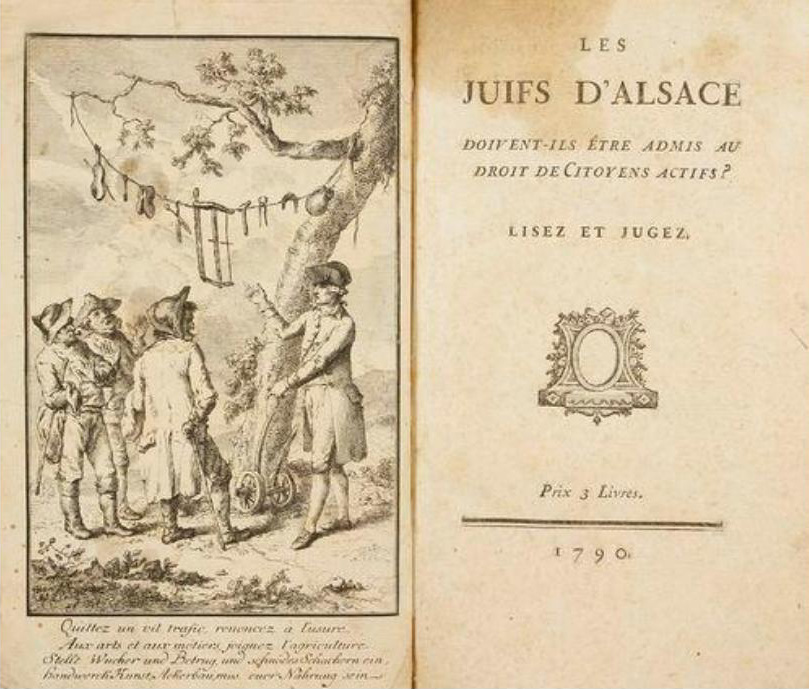
Les Juifs d'Alsace doivent-ils être admis au droit de citoyens actifs ? Lisez et jugez. Livre antisémite anonyme publié en 1790. La gravure en frontispice est légendée ainsi : Quittez un vil trafic, renoncez à l'usure. Aux arts et aux métiers, joignez l'agriculture.

Deux communautés juives existent sur le territoire français, qui ne bénéficient pas des mêmes droits et n'ont donc pas les mêmes desiderata : 5 000 séfarades originaires d'Espagne et du Portugal implantés en France depuis le XVIe siècle, principalement présents dans le sud-ouest, et 30 000 ashkénazes implantés surtout dans l'Est. Si, dans la Déclaration des droits de l'homme, le 4 août 1789, l'Assemblée constituante reconnaît le droit à la liberté de conscience, la discussion sur le statut de citoyen français des juifs y suscite un débat qui dure trois jours du 21 au 24 décembre, et où l'opposition de groupes catholiques et des jacobins de l'Est représentés par Jean-François Reubell aboutit à un décret du 28 janvier 1790 qui limite la citoyenneté française aux Juifs du Sud de la France, ceux de Lorraine et d'Alsace étant exclus car considérés comme « non assimilés ».
Faisant écho à Grégoire et à Mirabeau, les Juifs de France avaient précisé ce qu'il en était de leur traitement dans leur pétition de janvier 1790 : « Toujours persécutés depuis la destruction de Jérusalem, poursuivis tantôt par le fanatisme et tantôt par la superstition, tour à tour chassés des royaumes qui leur donnaient un asile et rappelés ensuite dans ces mêmes royaumes ; exclus de toutes les professions et de tous les métiers, privés même de la faculté d'être entendus en témoignage contre un Chrétien ; relégués dans des quartiers séparés, comme une autre espèce d'hommes avec qui il est à craindre d'avoir des communications ; repoussés de certaines villes qui ont le privilège de ne les point recevoir ; obligés dans d'autres de payer l'air qu'ils y respirent, comme à Augsbourg, où ils paient un florin par heure, et à Brème un ducat par jour ; astreints dans plusieurs endroits à de honteux péages ». Les Juifs durent patienter et le décret d'émancipation qui reconnut la citoyenneté française à tous les juifs de France fut adopté le 27 septembre 1791, devenu loi le 21 novembre. Cependant les juifs firent l'objet d'attaques et de persécutions émanant de jacobins et de représentants en mission lors des mouvements anti religieux de la Terreur. En avril 1794, c'est encore Zalkind Hourwitz qui demande des explications à Louis Antoine de Saint-Just, sur le nouveau décret interdisant aux étrangers de résider à Paris et dans les ports français. Ces persécutions s'arrêtèrent à la chute de Robespierre et le Directoire fut une période de relative tranquillité pour la communauté juive.
Jean-Baptiste Aubert Dubayet, un capitaine du régiment du Bourbonnais, alors en garnison à Metz, publie anonymement en 1787 un libelle insultant (« Le cri du citoyen contre les juifs »), si violemment hostile aux juifs que le parlement de Metz ordonne sa destruction. Dubayet n'en devint pas moins ministre de la Guerre sous le Directoire en 1795.

### Sous le Premier Empire
Le 17 mars 1808, Napoléon fait passer un décret envers les Juifs et particulièrement les Juifs alsaciens, surnommé le « décret infâme ».
En septembre 1807, le crédit avait été réglementé et les taux d'intérêt limités à 5 %. Ce décret de 1808 prévoit toute une série de cas arbitraires et humiliants entraînant l'annulation des créances et ordonne aux commerçants juifs de se faire délivrer par les préfets une patente annuelle et révocable. De plus, les Juifs doivent satisfaire en personne à la conscription et n'ont plus la possibilité de payer un remplaçant comme les autres citoyens. Enfin, les Juifs n'ont plus le droit d'immigrer en Alsace. Ce décret ne s'applique pas aux Juifs de Bordeaux, de la Gironde et des Landes « n'ayant donné lieu à aucune plainte, et ne se livrant pas à un trafic illicite » ; les Juifs de Paris et de Bayonne parviennent aussi à en être exemptés. Ce décret n'est valable que pour 10 ans et n'est pas renouvelé sous la Restauration. Il appauvrit considérablement les Juifs.

### Popularisation à la fin duXIXesiècle

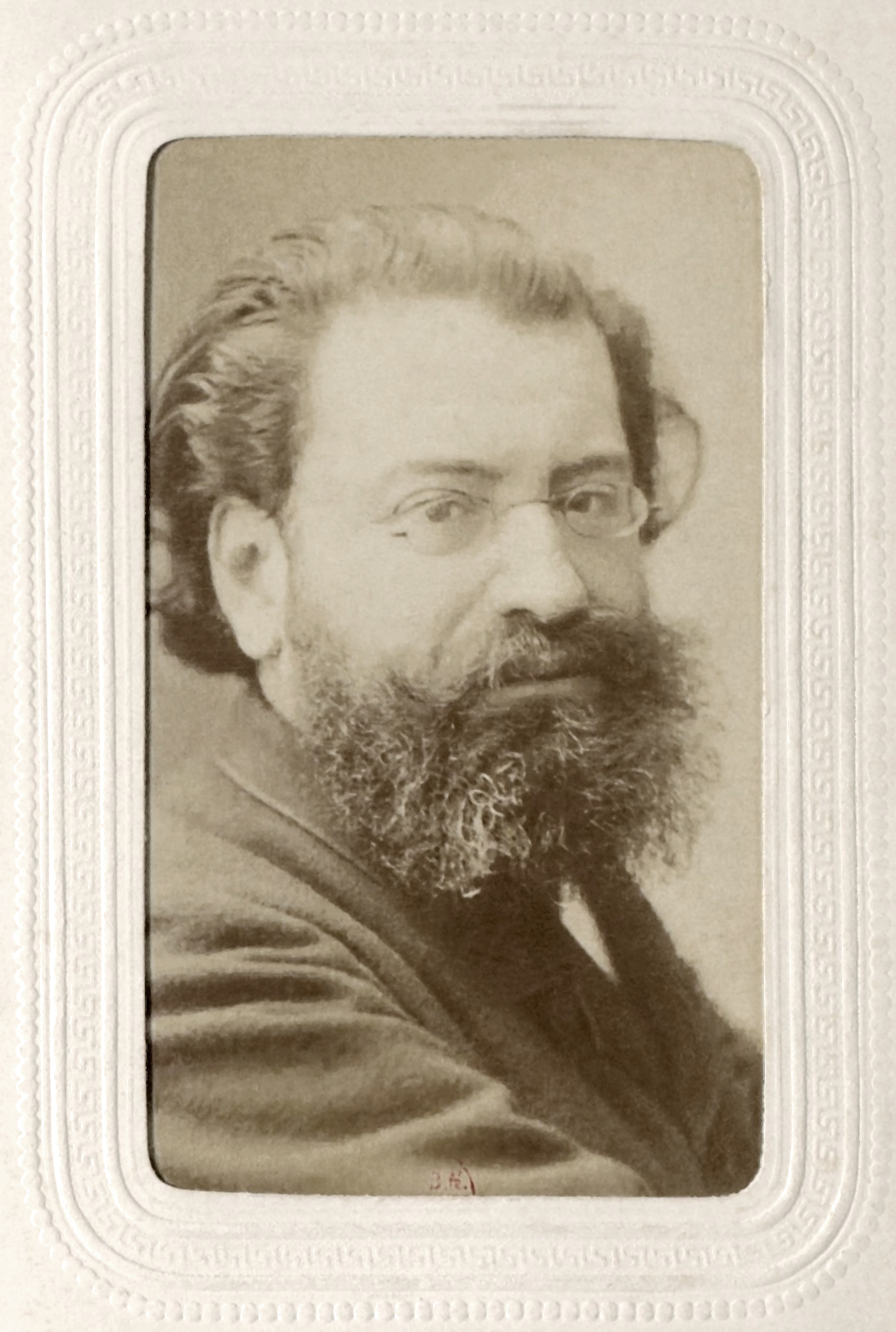
Édouard Drumont.

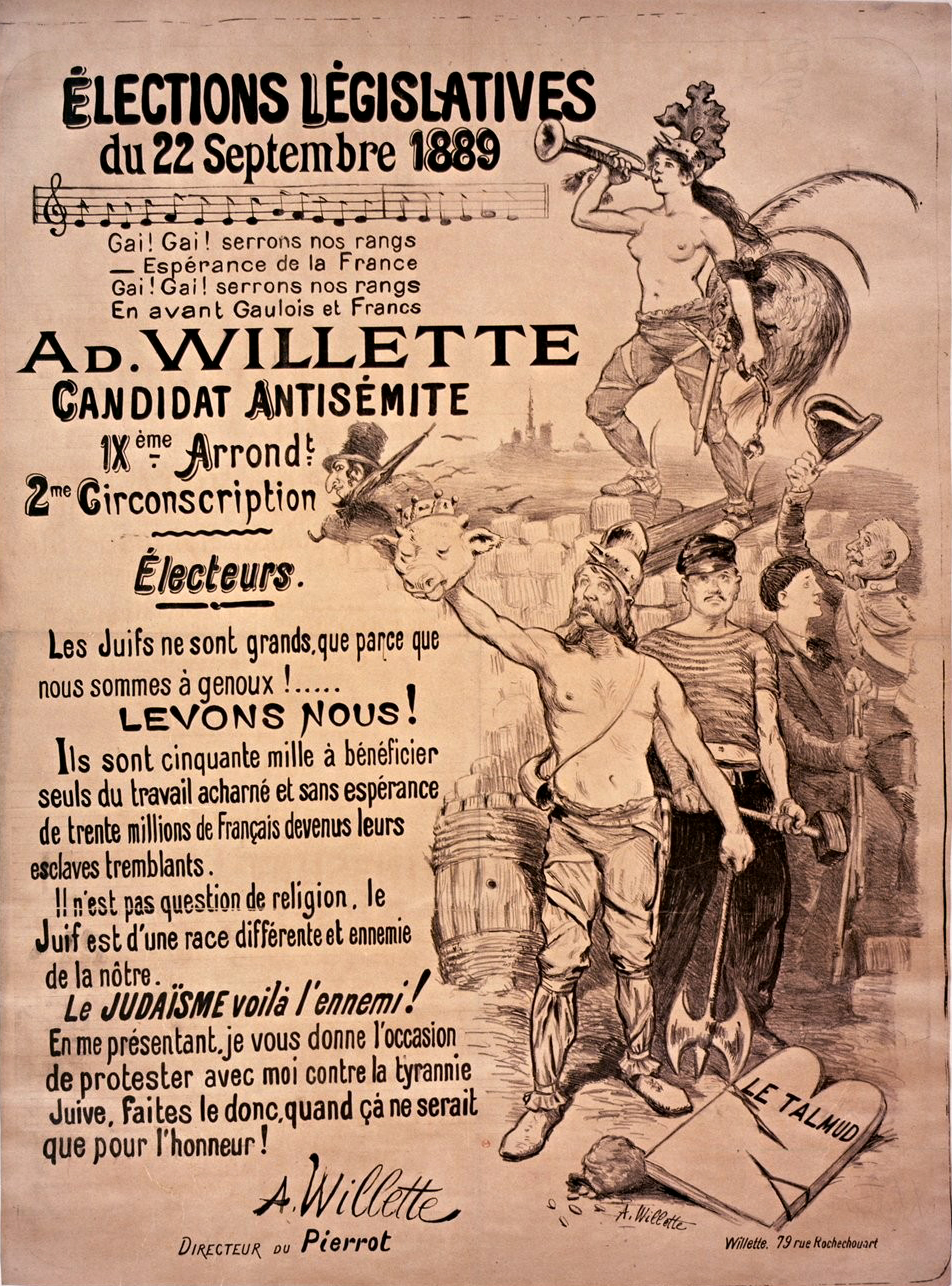
« Adolphe Willette, candidat antisémite. »
Affiche pour les élections législatives du 22 septembre 1889.

L'antisémitisme français à la fin du XIXe siècle est remarquable par son activisme et sa popularité, comme le prouvent le nombre impressionnant et la virulence des publications antisémites en France, dont en particulier le pamphlet d'Édouard Drumont, La France juive (1886, 1892) et son journal La Libre Parole. Un de ses partisans est l'agitateur colonial Max Régis, maire d'Alger, à la tête d'une « Liste antijuive » et responsable des journaux L'Antijuif et L'Antijuif algérien. Cet antisémitisme imprègne peu à peu presque toute la droite française, comme on va le voir au moment de l'affaire Dreyfus et du scandale de Panama. Lié au nationalisme et au racialisme, l'antisémitisme devient alors un des thèmes majeurs de l'extrême droite. S'il concerne majoritairement la droite et l'extrême droite, l'antisémitisme n'épargne pas entièrement la gauche, en particulier parmi une minorité de représentants du syndicalisme révolutionnaire, mouvement qui donne lieu au débat sur l'existence, ou non, d'un « fascisme français ». Drumont lui-même trouve son inspiration dans les antisémitismes de droite comme de gauche dont il réalise une synthèse, ce qui contribue à expliquer son succès. C'est pour cette raison, que Francis Laur, boulangiste et antisémite, souhaite mener une campagne tournée sur l'antisémitisme en janvier 1890 à Paris pour redresser le boulangisme

### Antisémitisme de droite
L'antisémitisme de droite est un antisémitisme d'origine religieuse très ancienne (thème du « peuple déicide » développé dans les publications catholiques, et particulièrement La Croix, quotidien catholique, fondé en 1883, qui se proclamait alors « le journal le plus anti-juif de France »), activé par un nationalisme français revanchard à la suite de la guerre franco-prussienne de 1870-71. À cet antijudaïsme traditionnel se juxtapose un antisémitisme moderne, lié aux thèses racialistes affirmant la supériorité de la « race blanche », qui serait fondée par la science (anthropométrie, craniométrie, etc.). Les thèmes du « Juif errant » et du « cosmopolite sans racine » s'y mêlent aussi. L'antisémitisme de gauche se mêle à l'anticapitalisme lié opportunément au krach de 1882, au nationalisme républicain et à l'anticléricalisme, considérant que « le capital est aux mains des Juifs suceurs de sang » et que ceux-ci ne sont pas de vrais patriotes ou que « les riches sont différents ». Ces idées se diffusent après la défaite de 1871 et la perte de l'Alsace-Lorraine. Elles ont alimenté l'affaire Dreyfus lors de son démarrage en 1894, la justice militaire, l'état-major des armées (cf. également l'affaire des fiches) et le gouvernement radical de l'époque considérant que la religion de Dreyfus présupposait une inclinaison envers les juifs qui animaient le secteur de l'armement en Allemagne et qu'un tel sentiment communautariste constituait le mobile de sa trahison (cf. les mémoires de son frère Matthieu Dreyfus, L'affaire telle que je l'ai vécue, qui rapporte à cet égard une intervention en ce sens de Jean Jaurès à la Chambre des Députés).
Ce n'est que plus tard, qu'une fraction dissidente de la gauche républicaine, emmenée par Georges Clemenceau et Émile Zola (inspiré par Bernard Lazare), aidée par la très droitière magistrature de l'époque, allait combattre cette approche antisémite et susciter une très grande confusion dans les partis de droite et de gauche français.
Le premier mea culpa ou acte de résipiscence résigné de l'écrivain Octave Mirbeau est riche d'un antagonisme encore prégnant :

« […] Et en regardant l’élévation constante des Juifs, par le travail, la ténacité et la foi, je me suis senti au cœur un grand découragement et une sorte d’admiration colère pour ce peuple vagabond et sublime, qui a su se faire de toutes les patries sa patrie, et qui monte chaque jour plus haut à mesure que nous dégringolons plus bas. Je me suis dit qu’il fallait vivre avec lui, puisqu’il se mêle de plus en plus à notre race, et qu’il faut croire qu’il s’y fondra complètement, comme la vigne vit avec le phylloxéra, le malade avec la fièvre typhoïde et l’intelligence humaine avec le journalisme »,. »

### Antisémitisme de gauche

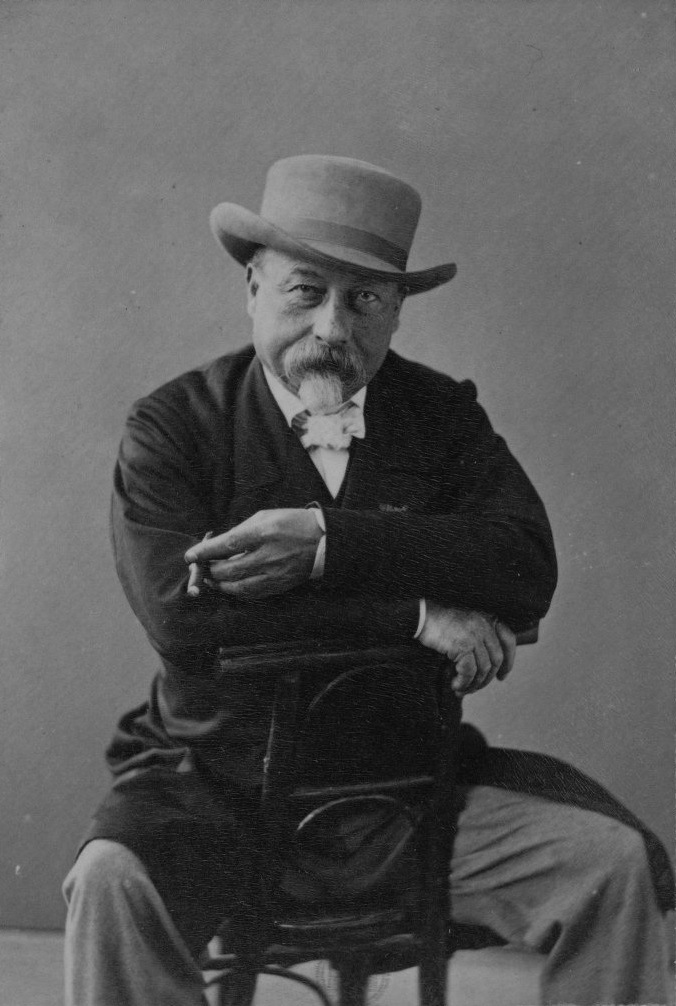
Alphonse Toussenel.

Marc Crapez dénonce l’ampleur et l’autonomie du phénomène de l’antisémitisme de gauche aussi décrit, mais quelque peu différemment, par Michel Dreyfus en 2009. Pour Marc Crapez, la notion même d’« antisémitisme de gauche » ou, plus précisément, socialiste, constitue une percée historiographique importante. Elle est encore minimisée mais ne pourra plus être contournée. Les catégories qui permettent de cartographier cet antisémitisme de gauche sont celles « d’antisémitisme économique », « d’antisémitisme anticlérical » et « d’antisémitisme antichrétien » ou scientiste. Pour Michel Dreyfus, qui préfère parler d'antisémitisme « à gauche », il émane surtout de secteurs et de personnalités marginales, tels Auguste Blanqui et ses disciples, les déçus du dreyfusisme, les socialistes pacifistes hostiles à Léon Blum, une ultra-gauche ferment du négationnisme, la gauche antiparlementaire, etc.. Cependant, si les propos « antisémites et racistes » de Pierre-Joseph Proudhon ne sont pas repris par les militants qu'il inspire, sa « haine à l'égard des Juifs » a une influence sur le mouvement ouvrier français.

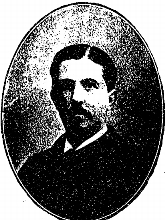
Auguste Chirac.

L'historien Jean Garrigues rappelle que l'origine de l'antisémitisme de gauche remonte au début du XIXe siècle, quand certains socialistes utopiques ont estimé qu'il existait un complot des élites économiques contre le pays, y intégrant une dimension antisémite. Ainsi, Alphonse Toussenel, disciple de Charles Fourier, publie le livre Les Juifs, rois de l'époque. Pour sa part, Fourier appelle à revenir sur l'émancipation des Juifs et demande la réglementation de leur activité économique. Épigone de Toussenel et auteur de l'ouvrage Les rois de la République : histoires des juiveries, Auguste Chirac est « reconnu comme économiste dans les milieux socialistes » ; sa signature apparaît régulièrement dans La Revue socialiste durant la décennie 1880.
De 1885 à 1893, La Revue socialiste publie également plusieurs articles antisémites. Ailleurs, Jules Vallès ou même l'anarchiste Bernard Lazare (son opinion changera plus tard) illustrent encore cette méfiance à l'égard des Juifs « exploiteurs » et s'appuient comme d'autres sur le krach de 1882 de l’Union Générale, la banque catholique créée quatre ans auparavant « pour lutter contre les banques juive et protestante » (aux nombreux ecclésiastiques parmi ses actionnaires) mais qui sera attribué à tort aux Rothschild, dont s'inspire notablement L'Argent de Zola en 1890. Des chansonniers engagés, défendant l'ouvrier, la veuve et l'orphelin, comme Jules Jouy, un proche de Zola et de Vallès, basculent dans l'antisémitisme radical vers 1888-1889, tout en ayant mené un combat acharné contre le boulangisme.
À la fin du siècle, l'affaire Dreyfus participe toutefois au rejet public de l'antisémitisme à gauche, en le circonscrivant désormais ouvertement à l'extrême droite. Sébastien Faure, par exemple, fera alors le mea culpa des anarchistes. Michel Dreyfus note aussi que « l'antisémitisme est beaucoup plus minoritaire à gauche qu'à droite ». Cependant, il demeure quelques anarchistes et syndicalistes révolutionnaires, « déçus du dreyfusisme » selon Michel Dreyfus, refusant le système démocratique et l'antifascisme, qu'ils assimilent au capitalisme libéral : « Ils colportent l'idée que, à la différence des ouvriers, les juifs s'en sortent toujours ». Jusqu'au Front populaire, le Parti communiste (PCF) se distingue par ailleurs par un certain antisémitisme, dirigé contre le chef de la SFIO Léon Blum. À la fin des années 1930, une partie des socialistes réunie autour de Paul Faure accuse par pacifisme Blum de vouloir engager la France dans une guerre contre l'Allemagne, par solidarité avec les Juifs qui y sont persécutés, Michel Dreyfus y voyant un « mythe complotiste ».
Si dans la seconde moitié du XXe siècle, l'antisémitisme a disparu des grandes formations de gauche, il reste prégnant dans des groupuscules (négationnisme de Paul Rassinier et de Pierre Guillaume ou critique intensive d'Israël, qui parfois conduit à des propos antisémites) ou dans certaines attitudes du PCF (occultation du rôle des Juifs dans la Résistance ou du caractère antisémite des procès de Prague (1952) et du complot des blouses blanches (1953),,.

### Droites et extrêmes droites dans les années 1930

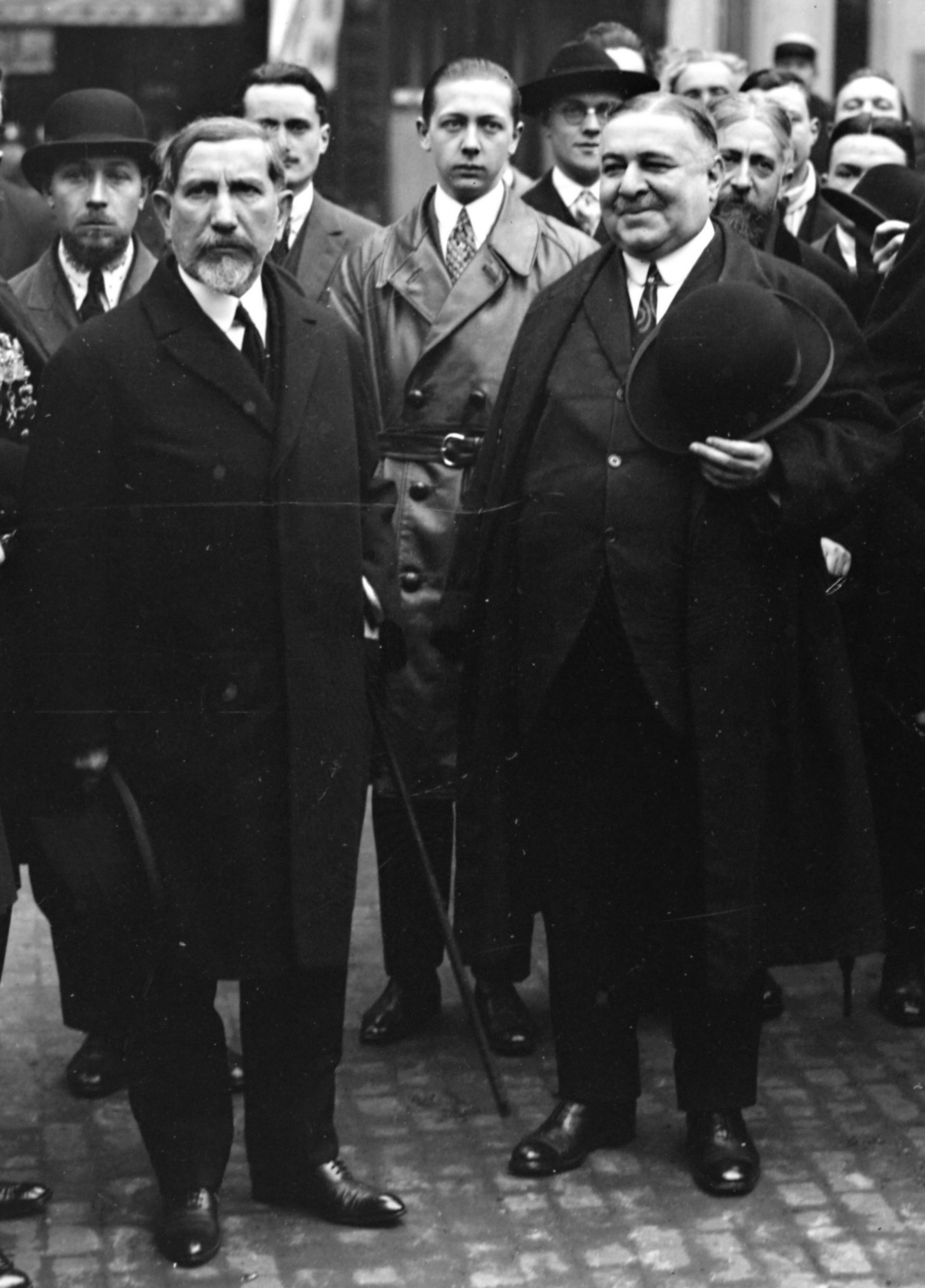
Charles Maurras et Léon Daudet, dirigeants de l'Action française, 1926.

Lors de la Première Guerre mondiale, la participation des juifs à l'Union sacrée amène Maurice Barrès à les inclure dans Les Diverses Familles spirituelles de la France (1917), tranchant ainsi avec la dénonciation des « quatre États confédérés : Juif, Protestant, Maçon et Métèque » du chef de l'Action française, Charles Maurras.
Mais l'antisémitisme, un temps apaisé, ressurgit lors des années 1930, stimulé par la crise économique, le chômage, l'afflux des Juifs allemands fuyant le nazisme et l'accession au pouvoir du Front populaire, dirigé par Léon Blum. Il devient une valeur étendard de l'extrême droite, portée de nombreuses publications antisémites. La Revue internationale des sociétés secrètes, dirigée d'abord par Ernest Jouin puis par le chanoine Schaefer, dirigeant de la Ligue Franc-Catholique, passe de 200 abonnés en 1912 à 2 000 en 1932. Le journaliste catholique Léon de Poncins, adepte des « théories du complot » et collaborateur de nombreux journaux (dont Le Figaro dirigé par François Coty, ou L'Ami du Peuple, sous-titré « Hebdomadaire d'action racique (sic) contre les forces occultes ») y participe, ainsi que l'occultiste Pierre Virion, qui fonde après-guerre une association avec le général Weygand, Ministre de la Défense nationale de Vichy avant de faire appliquer les lois racistes en Afrique du Nord en 1941.

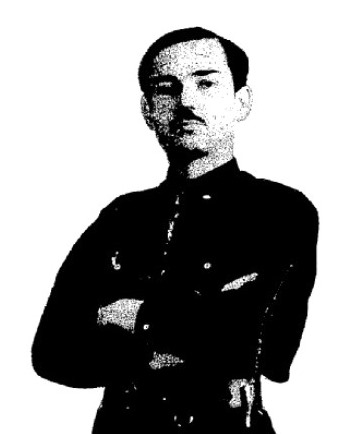
Henry Coston en 1934.

Le Grand Occident, animé par les antidreyfusards Lucien Pemjean, Jean Drault et Albert Monniot, tire à 6 000 exemplaires en 1934. Le Réveil du peuple, organe du Front Franc de Jean Boissel, auxquels collaborent Jean Drault et Urbain Gohier, diffuse 3 000 exemplaires en 1939. Disparue en 1924, La Libre Parole est à nouveau publiée en 1928-1929, sans réussir à décoller, puis en 1930 par Henry Coston (alias Georges Virebeau) qui la dirige jusqu'à la guerre. Beaucoup d'antisémites célèbres écriront dans ses colonnes, dont Jacques Ploncard, Jean Drault, Henry-Robert Petit, Albert Monniot, Mathieu Degeilh, Louis Tournayre ou Jacques Ditte. Le mensuel éponyme diffuse à 2 000 abonnés. D'autres revues sont plus éphémères, telles que La France Réelle, proche de l'AF ; L'Insurgé, pro-fasciste ; ou L'Ordre National, proche de la Cagoule, un groupe terroriste anticommuniste et antisémite, financé notamment par le fondateur de L'Oréal, Eugène Schueller. Ce dernier publie des articles d'Hubert Bourgin et Jacques Dumas.

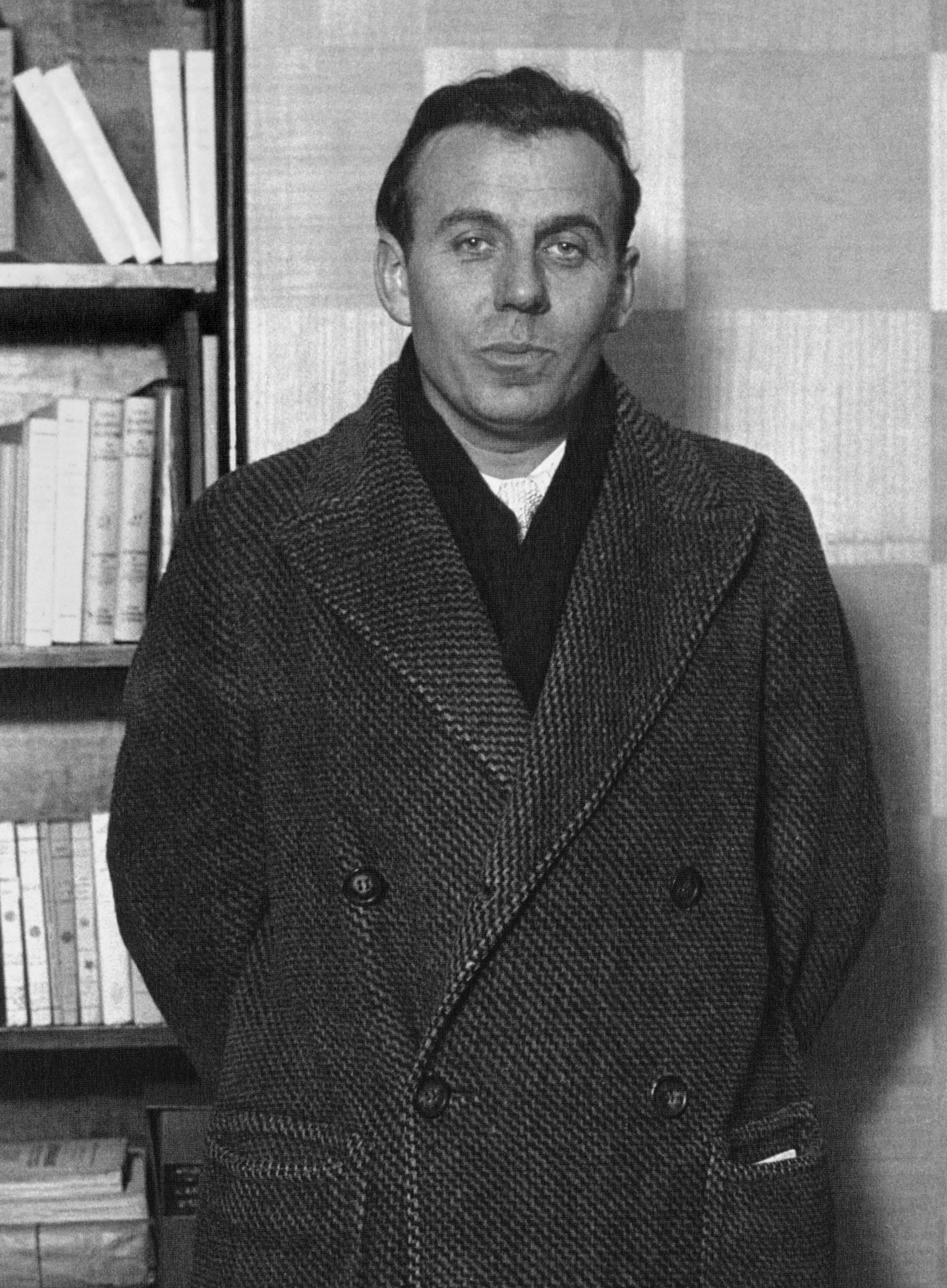
Louis-Ferdinand Céline en 1932.

Louis-Ferdinand Céline publie des écrits violemment antisémites comme Bagatelles pour un massacre pour la première fois en 1937, puis L'École des cadavres l'année suivante, tandis que Georges Montandon, un ethnologue tenant des thèses racialistes, publie en 1939, dans La Contre-Révolution, un article intitulé « La solution ethno-raciale du problème juif ». Beaucoup parmi ces antisémites préfèrent Hitler à Léon Blum comme Salomon-Kœchlin : « mieux vaut mille fois, pour un peuple sain, la férule d’un Hitler que la verge d’un Léon Blum ». L'admiration envers le nazisme ou/et le fascisme n'est pas unanime dans les rangs de l'extrême droite antisémite, la germanophobie et le nationalisme induisant, chez certains, le rejet du nazisme. L’Action française, royaliste, et les Maurrassiens sont méfiants vis-à-vis de Hitler. La plupart des antisémites, même Lucien Rebatet, ne souhaitent pas que la France imite les méthodes allemandes. Ils estiment ne pas être influencés par le nazisme car l’antisémitisme français repose selon eux sur des arguments traditionnels. Dans la presse d'extrême droite des années 1930 en France, Hitler est régulièrement couvert d'éloges en particulier pour ses exactions antisémites : « L'Allemagne nous a donné là-dessus un exemple aussi expéditif que catégorique, qu'attendons-nous pour l'imiter ? ».

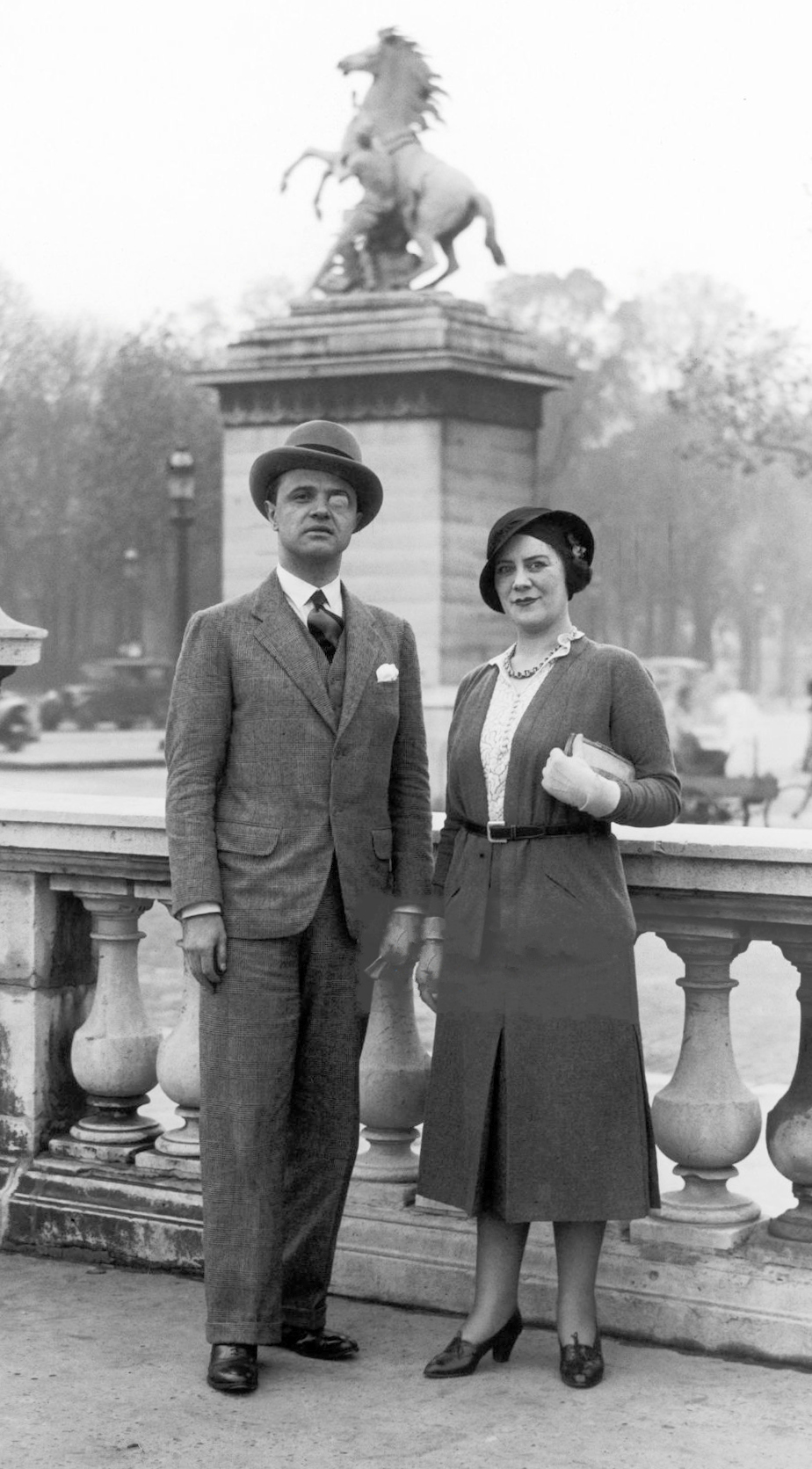
Louis Darquier de Pellepoix en 1931.

Cette extrême droite est organisée en partis et en ligues antiparlementaires. À partir de 1930, celles-ci se multiplient, notamment lors des Cartels de gauche. Fondée pendant l’affaire Dreyfus, l'Action française déclare rassembler en 1934 60 000 adhérents. Lors de la victoire du Front populaire, l'extrême droite se livre à un « véritable déferlement de haine » : Maurras dénonce un « cabinet juif », et l'Action française voit dans le Front populaire l'œuvre du complot juif. La Solidarité française est une ligue fasciste dirigée par le commandant Renaud, elle est fondée en 1933, la même année que le Francisme dirigé par Marcel Bucard. Ces deux ligues regroupaient chacune 10 000 personnes. Le Francisme est devenu antisémite à partir de 1936. Le Parti populaire français, fondé en 1936, est dirigé par Jacques Doriot. Ce parti compte à son apogée 100 000 adhérents. Certains partis qui n’étaient pas antisémites à l’origine le devinrent dans les années 1930. Ainsi, les Comités de défense paysanne d'Henri Dorgères penchèrent vers le fascisme puis l’antisémitisme dès le début des années 1930. Ce parti comptait 150 000 à 200 000 adhérents. D’autres ligues agissaient ; elles étaient plus petites mais surtout beaucoup plus violentes, notamment la Ligue Franc-Catholique, formée en 1927 et dirigée par le chanoine Schaeffer.
Darquier de Pellepoix, qui accède à la notoriété lors des émeutes du 6 février 1934 où il est blessé, est qualifié par l'historien Laurent Joly de « champion » des antisémites français entre 1936 et 1939. Il attaque verbalement et physiquement des collègues juifs du Conseil municipal de Paris : Maurice Hirschovitz, Georges Hirsch et Raphaël Schneid.

#### Revendications antisémites

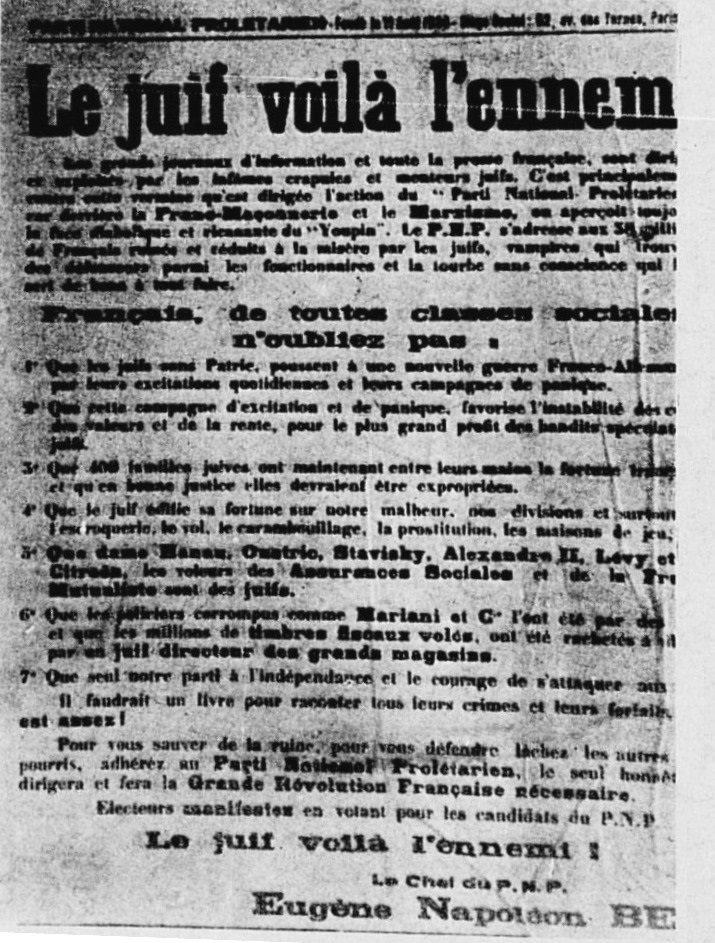
« Le Juif, voilà l'ennemi ! » Affiche du Parti national prolétarien d'Eugène-Napoléon Bey pour les élections municipales de 1935.

Les antisémites considéraient non seulement qu’il était désormais devenu indispensable de fermer les frontières mais ils pensaient également qu’il fallait expulser les Juifs réfugiés. Céline clamait ainsi : « Faut les renvoyer chez Hitler ! En Palestine ! En Pologne ! ». Quelques antisémites sortaient des chiffres, ainsi Laurent Viguier évaluait la communauté juive à 800 000 personnes et il estimait que 300 000 restait un nombre « tolérable ». Ses estimations sont exagérées puisque dans les années 1930, on ne dénombre justement que 300 000 Juifs en France .
D’autres antisémites prônaient des mesures légales et un statut juridique. Ils voulaient dissocier une nationalité juive de la nationalité française, sans faire de différences entre les israélites depuis longtemps intégrés et les nouveaux arrivés. Ils ne ménageaient pas non plus les anciens combattants juifs, tout en sachant que la communauté juive avait perdu presque une génération dans la Grande Guerre. Les mesures légales envisagées consistaient à priver les juifs de droits publics et à les proscrire de la fonction publique. René Gontier affirmait qu'« ils ne seront ni électeurs ni éligibles ». Ces propositions visaient à interdire les organisations juives telles que l’Alliance israélite universelle ou la Ligue internationale contre le racisme et l'antisémitisme. Les plus extrémistes voulaient interdire le travail aux juifs, ce qui en somme rejoignait l’idée d’expulser les juifs, puisque ces derniers sans travail auraient été obligés de partir. Ils voulaient limiter les activités exercées par les juifs dans la presse, la banque, l’industrie du commerce, les professions libérales, la culture et le spectacle. Des groupes de théoriciens antisémites demandaient aussi la confiscation des biens des juifs.
Ils professaient une grande hostilité envers les mariages mixtes, mais sans demander de mesure légale.
Plusieurs lois anti-étrangers furent promulguées dans ce contexte, en réponse à des manifestations, venant notamment du milieu de la médecine ou des avocats (loi Armbruster du 21 avril 1933, limitant la médecine aux personnes diplômées de nationalité française ; loi concernant les avocats de juillet 1934, limitant la profession à ceux résidant sur le territoire depuis plus de dix ans - voir Histoire de l'immigration en France).
Pris le 21 avril 1939, les décrets-lois Marchandeau introduisent dans la loi de 1881 sur la liberté de la presse des motifs de poursuite « lorsque la diffamation ou l'injure, commise envers un groupe de personnes appartenant, par leur origine, à une race ou à une religion déterminée, aura eu pour but d'exciter à la haine entre les citoyens ou les habitants », mais cette législation qui vise notamment les attaques antisémites est abrogée par le régime de Vichy dès le 16 août 1940.

### Régime de Vichy

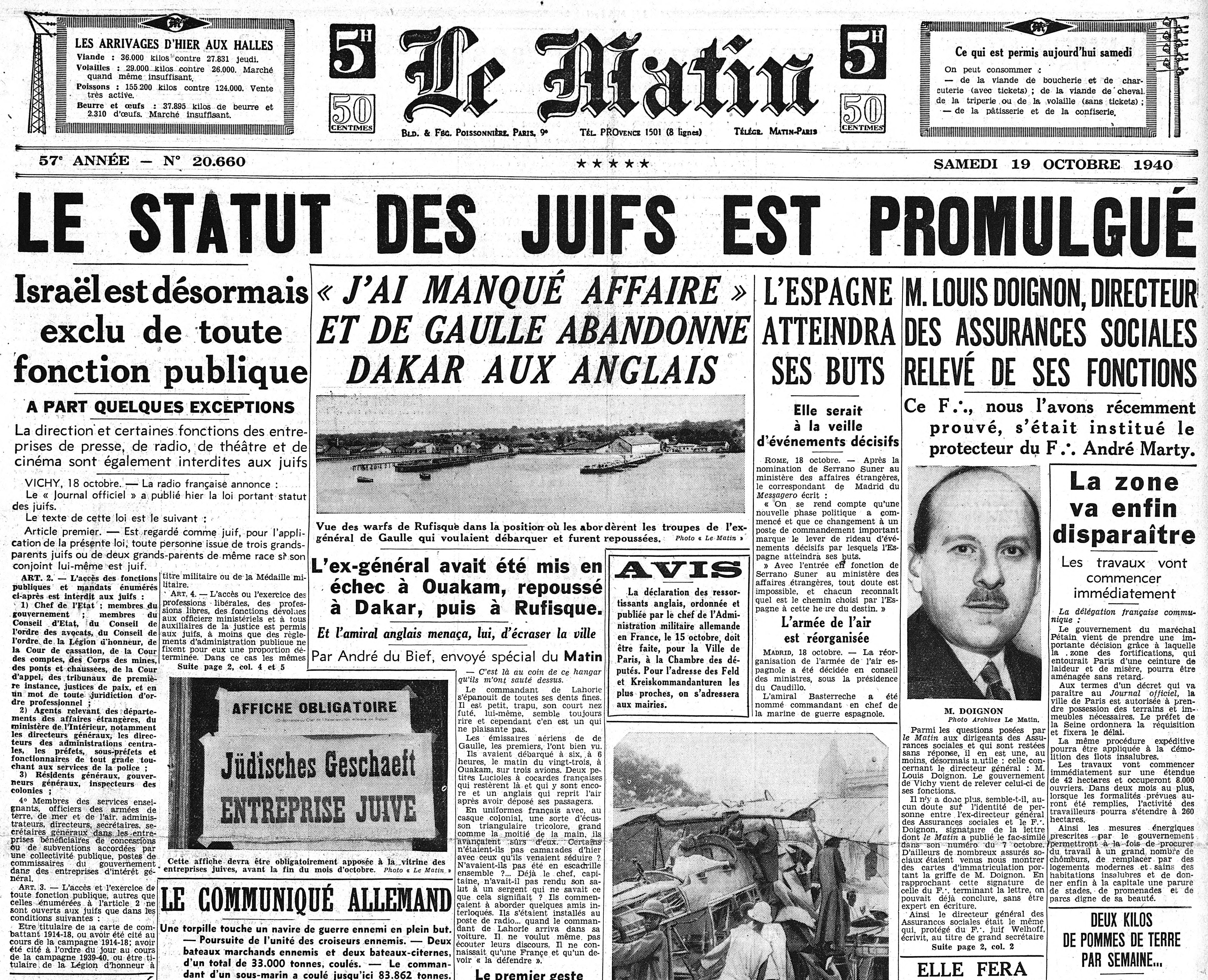
Une du Matin annonçant la promulgation du statut des Juifs (octobre 1940).

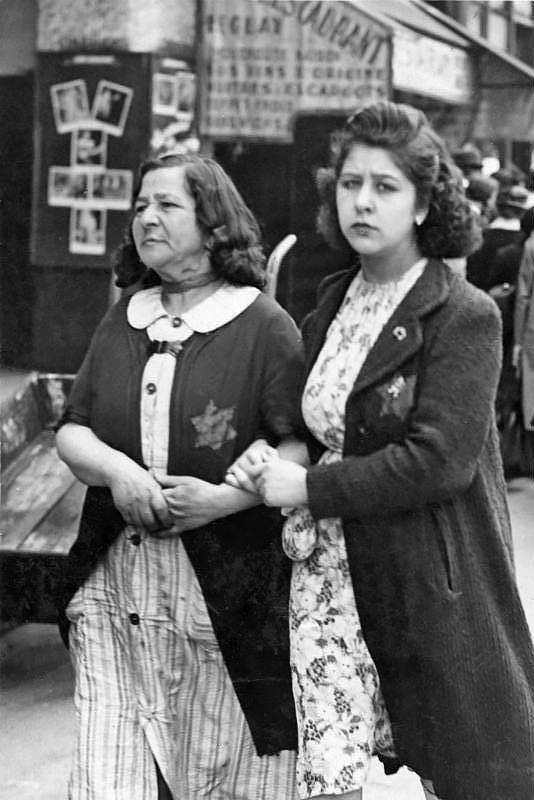
Femmes juives portant l'étoile jaune à Paris en juin 1942.

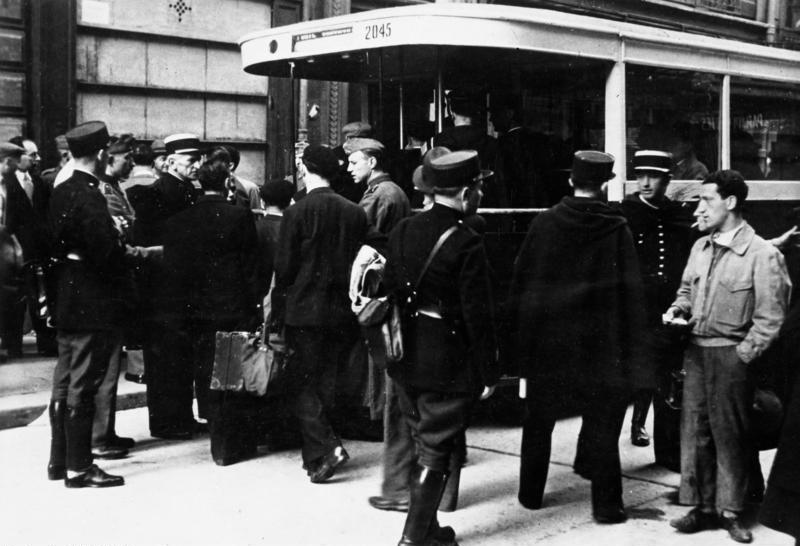
Arrestation de Juifs à Paris par des policiers français le 20 août 1941.

L'État français dirigé par Philippe Pétain va hisser l'antisémitisme au rang d'idéologie officielle avec :
- les lois sur le statut des Juifs;
- la création du Commissariat général aux questions juives
- les arrestations et l'internement des juifs dans les camps (de concentration, d'internement ou de transit, selon le vocabulaire de l'époque)
- saisie des biens juifs et l'aryanisation
- la déportation vers l'Allemagne.

Si le déferlement des campagnes antijuives peuvent sembler influencer la population au départ, l'antisémitisme sera rejeté comme toute la propagande du régime. Les nazis ne considèrent jamais les Français comme de véritables antisémites : Louis-Ferdinand Céline est une exception, puisqu'il voyait dans les Juifs l'origine de tous les maux, et dans leur extermination, qu'il recommanda explicitement, la solution à tous les problèmes.
Le haut-clergé catholique (archevêques, cardinaux) est hostile aux persécutions, mais estime que l'État est en droit de « protéger ses nationaux ». Cependant, ce n'est qu'à partir de 1942 que l'Église catholique s'émeut des arrestations.
Il y a en 1940 environ 300 000 Juifs en France, parmi lesquels 150 000 citoyens français et 150 000 étrangers. Les deux tiers de l'ensemble, mais la très grosse majorité des Juifs étrangers vivent en région parisienne. Sur les 150 000 Juifs français, 90 000 sont de vieille souche et parmi les 60 000 restants, souvent immigrés de l'Europe de l'Est, la moitié a été naturalisée dans les années 1930.
Les juifs, français et étrangers, vont vivre une situation d'oppression à partir de juillet 1940. À partir du printemps 1942, ils devront faire face à la politique de la « Solution finale » décidée par les nazis dans l'Europe occupée depuis la conférence de Wannsee. Il s'agissait pour les nazis de déporter tous les Juifs d'Europe vers des camps d'extermination situés en Pologne
Jusqu'en novembre 1942, date de l'occupation de la « zone libre », la situation des Juifs n'est pas exactement la même en zone libre et en zone occupée. Les lois françaises anti-juives s'appliquent sur l'ensemble du territoire, mais en zone occupée s'y ajoutent des décrets allemands. Le gouvernement de Vichy va mener une politique de restriction des droits des juifs dès son installation, sans que les Allemands n'aient exprimé la moindre demande.

Dès juillet 1940, le ministre de la justice Raphaël Alibert, crée une commission de révision des 500 000 naturalisations prononcées depuis 1927. Le retrait de la nationalité concernera 15 000 personnes dont 40 % de juifs. L'abrogation du décret Crémieux privera 100 000 Juifs d'Algérie de la citoyenneté française. En octobre 1940, le conseil des ministres promulguera le premier statut des Juifs : les citoyens juifs français sont exclus de la fonction publique, de l'armée, de l'enseignement, de la presse, de la radio et du cinéma. Les Juifs considérés « en surnombre » sont exclus des professions libérales. Le deuxième statut des juifs, de juin 1941 est encore un peu plus restrictif : il allonge la liste des professions dont sont exclus les Juifs et établit un numerus clausus limitant la proportion de Juifs à 3 % dans l'Université et 2 % des professions libérales. Enfin, en juillet 1941, les Juifs doivent céder leurs droits sur les entreprises à des « Aryens ». Les Allemands avaient appliqué cette mesure en zone occupée depuis octobre 1940. 

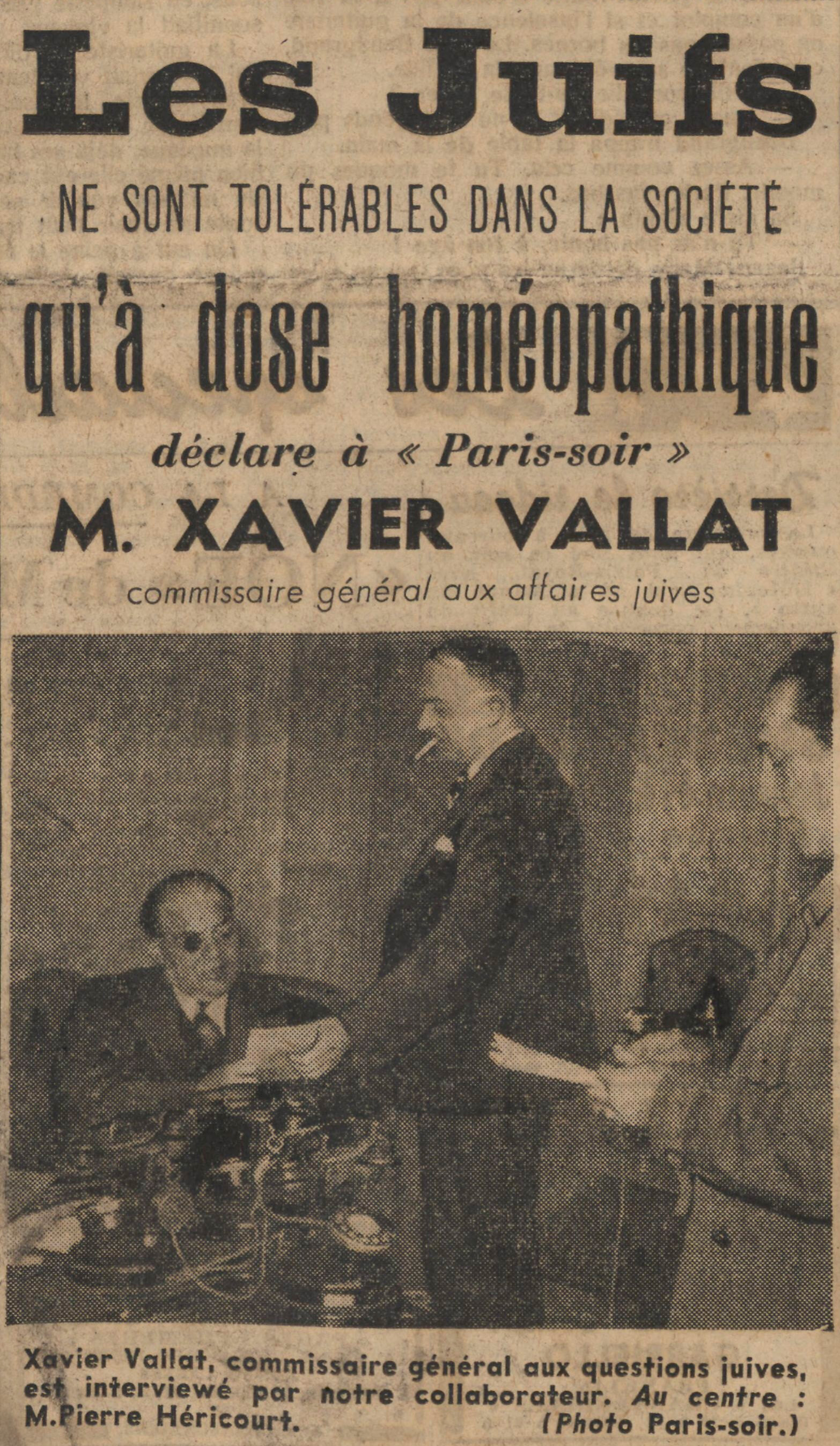
Interview de Xavier Vallat, commissaire général aux questions juives, publiée dans le journal collaborationniste Paris-Soir, 5 avril 1941.

Un Commissariat général aux questions juives est créé en mars 1941, sous la direction de Xavier Vallat. Sa mission est de veiller à l'application de la législation antijuive. Selon les mots d'Asher Cohen :

« Sans cette législation sanctionnée par un gouvernement français respecté parce que légitime, les déportations ultérieures étaient presque impensables, en tous cas, bien plus compliquées à exécuter… l'aryanisation semble être le domaine où une certaine efficacité fut obtenue et où les résultats furent impressionnants. Les Juifs furent effectivement écartés de la vie économique de la nation, apparemment sans grande difficulté. »

Quant aux Juifs étrangers, ils sont considérés comme indésirables. À partir du 4 octobre 1940, les préfets français peuvent interner les étrangers « de race juive » dans des camps spéciaux ou les assigner à résidence. En février 1941, 40 000 Juifs étrangers croupissent dans une série de camps : Les Milles, Gurs, Rivesaltes… En juillet 1940, alors que la « Solution finale » n'était pas encore à l'ordre du jour, les Allemands avaient expulsé 20 000 juifs d'Alsace et de Lorraine vers la zone non occupée. Plus tard, à partir de 1942, lorsque des pressions commencent à s'exercer pour mettre en œuvre la « Solution finale », le gouvernement français livrera aux Allemands nombre de juifs étrangers. La collaboration entre les polices allemandes et françaises sera renforcée par ce qu'on appelle les accords Bousquet-Oberg, du nom du chef de la police française et du représentant en France de la police allemande. Les Allemands peuvent selon ces accords s'appuyer sur la police française pour rafler les juifs étrangers, du moins jusqu'à la fin 1942.

#### Mise en œuvre de la solution finale

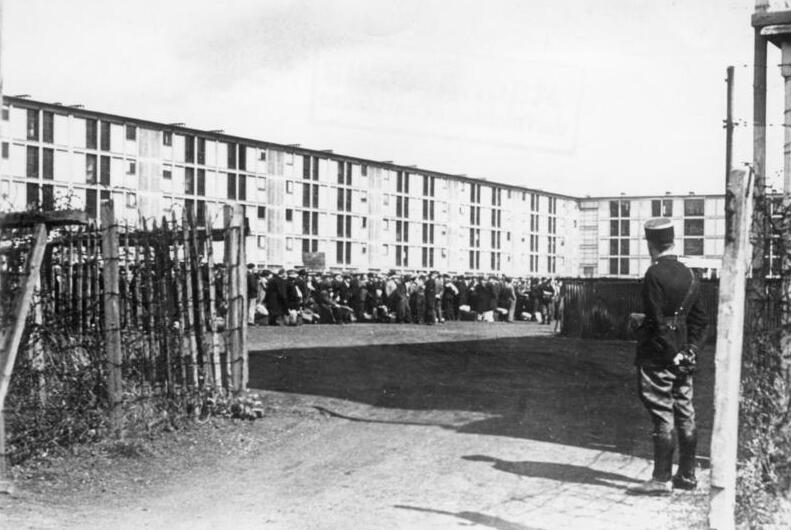
Camp de Drancy, août 1941.

Les Allemands commencent à mettre en œuvre en France leur politique d'extermination massive des juifs d'Europe dès mars 1942, où un convoi de déportés juifs quitte Compiègne, plaque tournante vers les camps de concentration et d'extermination. Officiellement, il s'agit de les regrouper dans une région mal définie (Pitchipoï ? on parle de la Pologne) que les Allemands auraient décidé de mettre à la disposition des juifs. Parmi eux se trouvent des Français juifs . Le gouvernement de Vichy n'exprime pas de protestation. En zone occupée, les juifs sont obligés de porter l'étoile jaune à partir de mai 1942. Cette mesure ne sera jamais imposée en zone sud, même après son occupation par les Allemands.
La déportation des juifs va prendre une grande ampleur à partir de la Rafle du Vel' d'hiv, les 16 et 17 juillet 1942 : 12 884 Juifs apatrides (3 031 hommes, 5 802 femmes et 4 051 enfants) sont arrêtés par la police française, rassemblés au Vélodrome d'Hiver dans des conditions sordides, puis à Drancy, d'où ils seront acheminés vers les camps d'extermination. Fin août 1942, en zone libre, 7 000 Juifs étrangers sont raflés et livrés aux Allemands. Les deux trains de mesures antijuives, celui d'octobre 1940 et celui de juin 1941 n'avaient guère soulevé de protestations de la part des autorités religieuses, depuis la condamnation solennelle de l'idéologie raciste du national-socialisme par le pape Pie XI. Le cardinal Pierre Gerlier, primat des Gaules, remet au chef de l'État, en septembre 1941, une note exprimant des réserves sur la politique antisémite. Son homologue protestant, le pasteur Boegner, avait adressé une lettre personnelle à l'amiral Darlan un peu plus tôt, en mars 1941. De même, les conditions très dures d'internement des juifs étrangers n'avaient guère ému l'opinion publique. Seules quelques organisations charitables, soit juives soit protestantes (la CIMADE), rejointes par quelques membres du clergé catholique, s'étaient préoccupées de porter secours aux internés des camps de Gurs, Noë, Récébédou, etc.

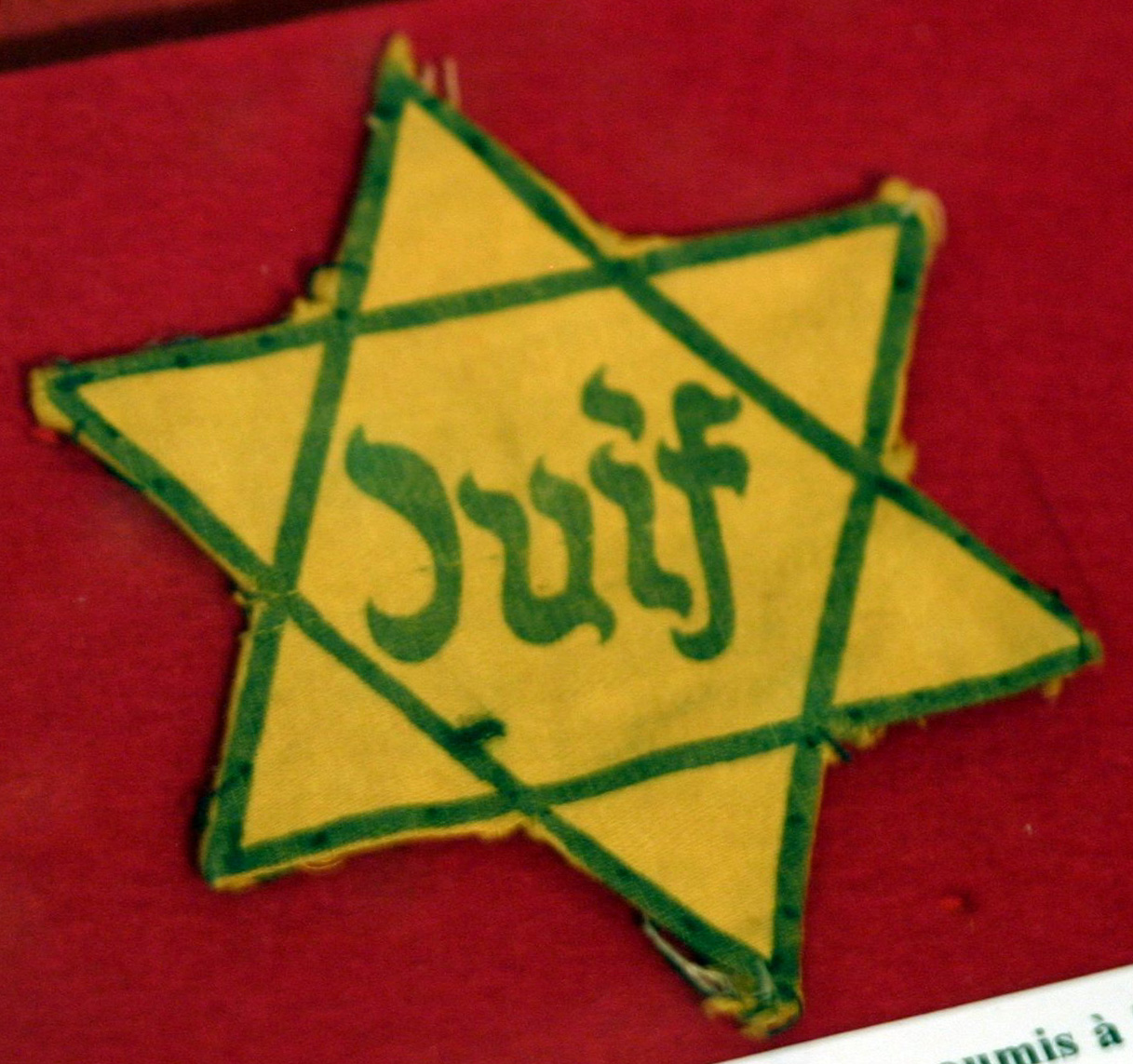
Étoile jaune portée par les Juifs en France.

À partir de la mi-1942, on assiste à un revirement de l'opinion publique. Le port de l'étoile jaune, d'abord, avait suscité la réprobation de beaucoup de Français ainsi qu'une nouvelle protestation du pasteur Boegner. Ce sont enfin les rafles de l'été 1942 qui provoqueront un tournant décisif. Non seulement parmi les chrétiens de base, mais également dans la hiérarchie catholique. En plus des démarches confidentielles, cinq prélats catholiques de la zone sud feront connaître publiquement, en chaire, leur désapprobation. La protestation la plus célèbre est celle de Mgr Jules Saliège, archevêque de Toulouse, dont la lettre est lue en chaire le 23 août 1942. Dorénavant, Pierre Laval et René Bousquet mettront en avant l'opposition de l'Église dans les pourparlers avec Oberg pour réduire l'implication de la police française dans le processus de déportation des juifs. Selon les mots de Serge Klarsfeld, « la fin de cette coopération massive ne se situe pas en 1943 […] mais en septembre 1942 ». Ce tournant ne veut pas dire arrêt : la police française, toujours sous les ordres de Bousquet, arrête dans la région parisienne 700 personnes en octobre, 600 en novembre et 835 en décembre, dont la plupart étaient françaises. En novembre 1942, les Allemands envahissent la zone sud. Aussitôt, le Höherer SS und Polizeiführer s'installa dans toutes les préfectures pour développer ses activités antijuives. La police allemande montre sans doute moins d'efficacité que la police française, mais elle traque aussi bien les juifs français que les étrangers, et beaucoup de juifs français de la zone sud, se croyant protégés ou oubliés par le gouvernement de Vichy, n'avaient pas pris l'habitude de se cacher.
De novembre 1942 à septembre 1943, la zone d'occupation italienne, à savoir les deux départements de la Savoie et surtout les Alpes-Maritimes, devient le refuge final pour les juifs. On en trouve près de 30 000, en septembre 1943 dans ce qui s'avèrera être une souricière, lorsque les Allemands envahissent la zone après la capitulation de l'Italie. Sous la conduite de l'Autrichien Alois Brunner, la police allemande et une unité de Waffen-SS ratissent jusqu'en décembre 1943 les trois départements méditerranéens, mais faute de l'appui des autorités françaises, l'opération n'aboutit qu'à l'arrestation de 2 000 Juifs déportés à Drancy puis à Auschwitz. Le ratissage mené par Brunner se poursuit ensuite, à partir de Grenoble, en Isère et en Savoie jusqu'en mars 1944 et se solde par l'envoi d'un peu plus de 400 personnes à Drancy.
Les 75 000 Juifs déportés vers les camps de la mort le furent par les autorités allemandes, une grande partie d'entre eux avec la participation de la police du gouvernement de Vichy. Une partie des 225 000 Juifs qui échappèrent à la déportation bénéficièrent du silence, de la complicité ou de l'aide active d'un très grand nombre de Français qui sont restés, pour la plupart, anonymes. Seuls quelques-uns d'entre eux ont été honorés du titre de « Justes parmi les nations »,.

#### Bilan statistique
Selon des chiffres établis par l'association des Fils et filles de déportés juifs de France présidée par Serge Klarsfeld :
- 75 721 Juifs, dont près de 11 000 enfants, ont été déportés de France de mars 1942 à août 1944, la plupart vers le camp d'Auschwitz.
- 74 convois au total sont partis en direction des camps de concentration ou d'extermination, le premier de Compiègne le 27 mars 1942 et le dernier de Clermont-Ferrand le 18 août 1944.

On a estimé que 72 % des Juifs résidant en France avaient survécu à la Shoah, soit une proportion très supérieure à la moyenne des autres pays européens (33 %). Il y a eu, pendant toute la guerre, 141 000 Français déportés par les Allemands, toutes confessions confondues.

### Après la guerre
Bien qu'après la Seconde Guerre mondiale, il ait été difficile de s'afficher comme antisémite, l'antisémitisme n'a jamais complètement disparu en France, dans les milieux d'extrême droite, ainsi que dans certains groupes d'extrême gauche.
Ses manifestations principales les plus connues se sont longtemps situées dans les milieux de l'extrême droite française, notamment lorsque le mouvement de Pierre Poujade reprend, « à mots couverts, les accusations antijuives » contre la personne de Pierre Mendès France, Président du Conseil en 1954.

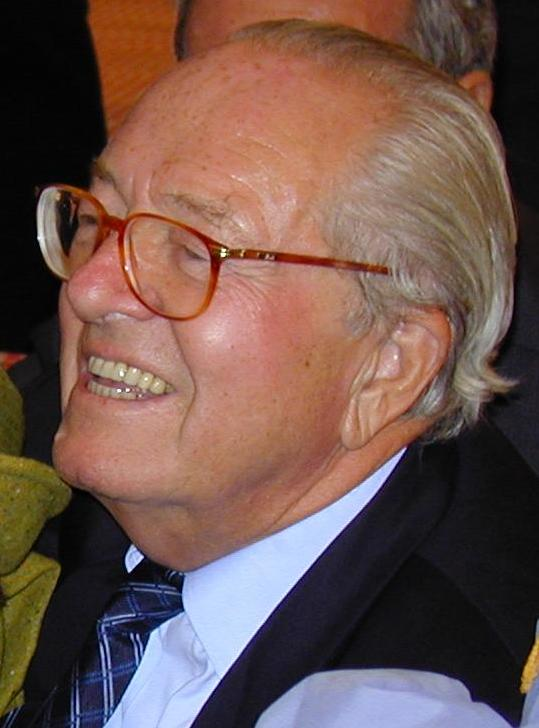
Jean-Marie Le Pen en 2001.

On en retrouve d'autres manifestations dans les écrits d'auteurs et de journalistes comme Henry Coston ou, de manière plus occasionnelle, François Brigneau, ainsi que dans des affaires médiatisées comme l'affaire de Carpentras, ou encore la déclaration négationniste de Jean-Marie Le Pen selon laquelle les chambres à gaz seraient « un point de détail de l'histoire de la Seconde Guerre mondiale ». À ce sujet, l'historien Michel Winock souligne que « l'héritage de l'antisémitisme fait partie des bagages [du fondateur du Front national]. Le Pen s'en défend, mais depuis le mot du jeune député qu'il était à l'adresse de Mendès France le 11 février 1958 : « Vous n'ignorez pas que vous cristallisez sur votre personne un certain nombre de répulsions patriotiques et presque physiques », jusqu'à sa condamnation le 18 mars 1991 par la cour d'appel de Versailles pour avoir considéré les chambres à gaz comme un « point de détail », Jean-Marie Le Pen n'est pas innocenté sur ce terrain-là. Selon Jean-Maurice Demarquet, son ancien ami et collègue à l'Assemblée nationale, c'est même chez lui une « obsession maladive ». Il ne contredit jamais ses proches, ses candidats ou ses éditorialistes moins prudents que lui, tels François Brigneau. »
L'antisémitisme connaît une recrudescence vers la fin du XXe siècle, sous l'influence du conflit israélo-arabe,.

#### Allégations infondées d'antisémitisme
Les actes considérés comme antisémites, dès qu'ils sont connus, provoquent souvent l'indignation publique des hommes politiques. Il arrive cependant que des actes dénoncés comme antisémites soient montés de toutes pièces, ou soient soupçonnés d'être montés de toutes pièces, ou encore, bien que les faits soient réels, que l'on s'aperçoive que leur motivation n'est pas l'antisémitisme. En août 2004, le président du consistoire de Paris, Moïse Cohen, a déclaré que « c'est une erreur de réagir à un fait divers sans appliquer le principe de précaution » ; pour Esther Benbassa, historienne du judaïsme, « l'extrême sensibilité de la communauté juive devrait être canalisée par les responsables communautaires, et les politiques devraient pouvoir attendre de savoir avant de réagir ». À la suite de l'affaire « Marie L. », Dominique de Villepin a déclaré vouloir « tirer les leçons de cette affaire », « tirer tous les enseignements des enquêtes et adopter la stratégie la mieux adaptée », « mieux connaître les causes [des actes racistes et antisémites] pour mieux les combattre ».

## Antisémitisme depuis les années 2000

### Dépôt de plaintes

Logo du Service de protection de la communauté juive (SPCJ) qui, notamment, recense les actes antisémites.

L'analyse de l'évolution des actes à caractère antisémite recensés en France entre 1998 et 2020 montre une augmentation brutale des dépôts de plaintes à partir de l'année 2000 et des résultats en dents de scie,,,,,,,.
Ces faits antijuifs désignent les injures, les menaces, les dégradations de biens ou les actions violentes allant jusqu'à l'homicide, etc. à l'égard des Juifs, et qui ont fait l'objet d'un dépôt de plainte. Il est à noter que de manière générale, peu de victimes portent plainte et que les résultats - restant toujours plus hauts qu'avant 2000 - peuvent accuser une baisse entre deux années, alors que le nombre d'injures a fléchi (hors internet qui n'entre pas dans ces études) quand celui des violences physiques a augmenté (voir notamment le meurtre de Sarah Halimi en 2017 - année qui affiche une baisse de scores).
| Année              | 1998 | 1999 | 2000 | 2002 | 2004 | 2009 | 2011 | 2012 | 2013 | 2014 | 2015 | 2016 | 2017 | 2018 | 2019 | 2020 |
| ------------------ | ---- | ---- | ---- | ---- | ---- | ---- | ---- | ---- | ---- | ---- | ---- | ---- | ---- | ---- | ---- | ---- |
| Nombre de plaintes | 81   | 82   | 744  | 936  | 974  | 815  | 389  | 615  | 423  | 851  | 808  | 335  | 311  | 541  | 687  | 339  |

D'après la fondation pour la mémoire de la Shoah, en 2017, alors que les Français juifs représentent moins de 1 % de la population totale, ils subissent 33 % des actes racistes. Les villes les plus touchées par les actes antisémites cette année-là sont Paris, Marseille, Strasbourg, Sarcelles et Les Lilas,.

### Agressions à caractère antisémite
D'après Dominique de Villepin, 75 « actions violentes à caractère antisémite » ont été recensées pendant les sept premiers mois de l'année 2003, et 160 pendant les sept premiers mois de 2004, dont 11 attribuées à l'extrême droite, 50 commises par des « individus d'origine arabo-musulmane », et 99 qui ont obéi à des motivations floues. La progression des violences antisémites a provoqué un mouvement d'émigration vers Israël, avec en 2002 2566 départs de français juifs vers ce pays. Le ministère de la Justice a recensé, entre le 1er janvier et le 6 juin 2004, 180 cas d'antisémitisme : 104 d'atteintes aux biens, 46 d'atteintes aux personnes, 30 infractions de presse.
Selon L'Express du 30 août 2004 et du 2 mars 2006, on a recensé en France les nombres suivants de cas d'injures, menaces et violences antisémites : 743 en 2000, 932 en 2002, un recul non chiffré en 2003, 974 (+ 61 % par rapport à 2003 dixit) en 2004 ; et 504 en 2005. Selon la CNCDH (Commission nationale consultative des droits de l’homme), les violences et menaces recensées par le ministère de l’Intérieur ont été les suivantes : 571 en 2006 et 386 en 2007[réf. nécessaire].
Dans son rapport de 2007, la CNCDH attribue, pour l’année 2006, 28 % des violences antisémites aux milieux arabo-musulmans et 10 % à ceux de l’extrême droite ; la grande majorité (62 %) des auteurs d’actions violentes antisémites sont non identifiés.
Le SPCJ (Service de protection de la communauté juive) a recensé 389 actes antisémites en 2011, et 614 actes antisémites en 2012, dont l'attentat de Toulouse qui a fait quatre morts et un blessé grave. Pour Richard Prasquier, président du CRIF, cette augmentation est liée aux attentats de Toulouse.
En octobre 2012, l'enquête sur un attentat le 19 septembre contre une épicerie juive de Sarcelles débouche sur le démantèlement d'une cellule islamiste radicale qui coûte la vie à l'auteur présumé de l'attentat de Sarcelles.
En réaction à la guerre de Gaza de 2014 plusieurs manifestations pro-palestiniennes ont lieu dans plusieurs villes le 13 juillet 2014 et notamment à Paris où des heurts éclatent entre militants pro-palestiniens, la Ligue de défense juive, le Betar et les forces de l'ordre à proximité de la synagogue de la rue des Tournelles et de la rue de la Roquette. Selon L'Obs, deux versions s'affrontent quant à l'origine de ces incidents : dans une vidéo publiée sur le site participatif Citizenside, on voit des membres de la Ligue de défense juive (LDJ) lancer des projectiles sur des adversaires pro-palestiniens et les insulter alors que dans une autre vidéo publiée par le secrétaire général du Conseil national du numérique Jean-Baptiste Soufron, qui se trouvait lui aussi à proximité des lieux, on voit des pro-Palestiniens viser leurs adversaires qui répliquent. SOS Racisme juge « inadmissible ce qu'il qualifie « d'attaque antisémite ». Pierre Jourde proteste dans Le Monde contre ce type de manifestation. Le 19 juillet se déroule une manifestation, pourtant interdite par les autorités, dans le quartier de Barbès à Paris où des magasins juifs de la Goutte d'or sont saccagés aux cris de « À mort Israël » ». Le 20 juillet, un nouveau rassemblement, interdit par les autorités, dégénère à Garges-Sarcelles devant la synagogue, l'accès à la synagogue de Garges est bloqué. Des commerces sont attaqués et pillés. Une épicerie casher est entièrement brûlée.
Le 1er décembre 2014, un jeune couple est séquestré et violenté à Créteil à son domicile. Les agresseurs cherchent de l'argent, car selon eux « être juif signifie que l'on a de l'argent » et la jeune femme est violée. Le président de la République, François Hollande, juge cette violence insupportable et le ministre de l'Intérieur, Bernard Cazeneuve, appelle à « faire de la lutte contre l'antisémitisme une cause nationale », ce que le président de la République François Hollande réaffirme lors de son message de vœux pour 2015. Pour la journaliste Lucie Delaporte, la ville de Créteil est devenue depuis l'agression le symbole de la montée de l'antisémitisme en France. Toutefois, il faut attendre mai 2017 pour que le parquet de Créteil estime que les agresseurs ont ciblé leurs victimes à cause de leur religion et demande le renvoi des accusés devant la cour d'assises, ce que confirme le juge d'instruction en juin 2017.
Manuel Valls a déclaré : « Ce qui s’est passé à Sarcelles est intolérable, s’attaquer à une synagogue à une épicerie kasher, c’est tout simplement de l’antisémitisme, du racisme » et que « rien en France ne peut justifier la violence, rien ne peut justifier qu’on s’en prenne à des synagogues, à des épiceries, des magasins, des institutions juives ». Haïm Korsia, le grand-rabbin de France a déclaré que « dans notre société on ne peut tolérer qu’une partie de la population soit ainsi attaquée. Une fois de plus ce sont les juifs qui sont l’objet d’une haine profonde ».
Selon le Conseil représentatif des institutions juives de France (Crif) le nombre d'actes antisémites recensés sur les sept premiers mois de l'année 2014 a augmenté de 91 %. L'association dénonce un « phénomène de masse » qui expliquerait la forte hausse du nombre d'aliyah des Juifs de France.
Après plusieurs agressions notamment deux au couteau à Marseille dont une revendiquée au nom de l'État islamique contre des juifs portant la kippa,, le président du Consistoire de Marseille conseille aux juifs, en janvier 2016, de ne plus porter de kippa dans la rue, ce qui suscite la réprobation du président du Consistoire central, celle du président du CRIF et celle du grand-rabbin de France Haïm Korsia qui suggère au contraire aux « supporteurs de l'Olympique de Marseille à revêtir mercredi 20 janvier un couvre-chef » à l'occasion d'un match de football. Le 29 janvier 2018, c'est un jeune garçon juif de 8 ans, portant kippa qui est roué de coups dans une rue de Sarcelles, attaque condamnée par le président de la République Emmanuel Macron et le premier ministre Édouard Philippe.
Chaque année, la Commission nationale consultative des droits de l'homme (CNCDH) publie le rapport annuel sur la lutte contre le racisme, l'antisémitisme et la xénophobie. Le rapport 2021 montre que le nombre annuel de faits à caractère antisémite a considérablement augmenté à partir de l'an 2000 pour se maintenir à une exception près entre 300 et 1000 (589 en 2021). L’année 2021 est marquée par un retour à un niveau élevé.

### Paroles et écrits antisémites

#### Dieudonné et Alain Soral

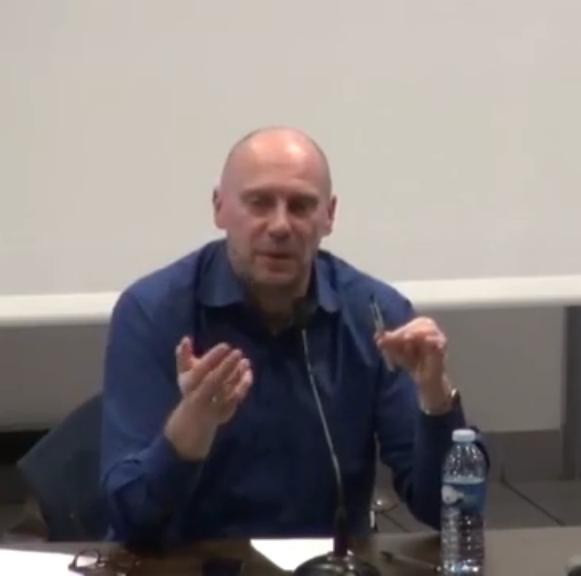
Alain Soral en 2013.

Des personnalités contemporaines ont suscité la controverse par leurs positions qu'ils qualifiaient d'« antisionistes ». C'est le cas de l'humoriste Dieudonné,, lui-même condamné pour incitation à la haine raciale et qui, lors des élections européennes de 2009, a conduit une Liste antisioniste », aux côtés de l'essayiste Alain Soral, président d'Égalité et Réconciliation, et de Yahia Gouasmi, créateur du Parti anti sioniste,,.

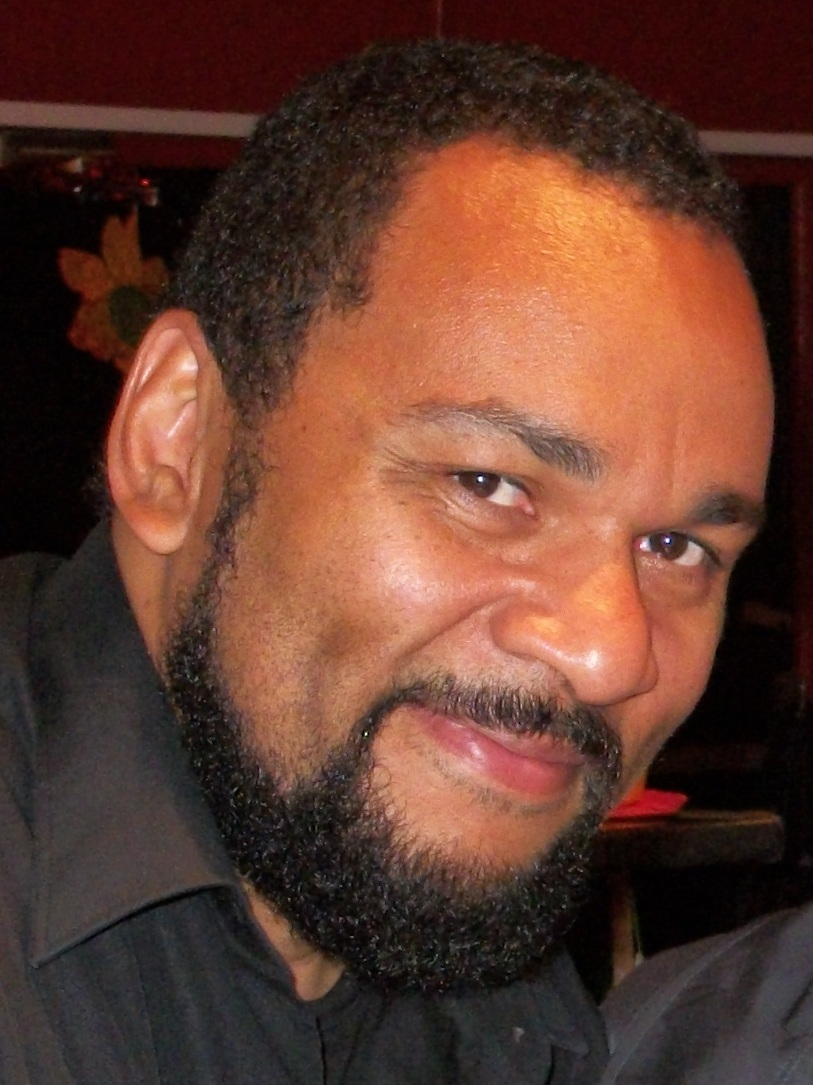
Dieudonné en 2009.

En janvier 2014, les représentations du spectacle de Dieudonné, le Mur, sont interdites car il « contient des propos de caractère antisémite, qui incitent à la haine raciale, et font, en méconnaissance de la dignité de la personne humaine, l’apologie des discriminations, persécutions et exterminations perpétrées au cours de la Seconde Guerre mondiale ». Cette interdiction est à l'origine de nombreux débats. En juillet 2014, la guerre de Gaza entre Israël et le Hamas renouvelle l'ardeur antisémite de Dieudonné et de son public.
Le 19 juin 2017, le magazine Les Inrockuptibles publie un article sur le « bal des quenelles », une représentation de Dieudonné à laquelle les organisateurs ont voulu donner une « dimension festive ». Dans le public, quelques centaines de personnes sont réunies, « adolescents, couples, parents, parfois avec leurs enfants ou leur chien, dans une ambiance joviale de fin d’après-midi estivale ». L'un des participants souligne cependant « qu’une partie de la fan base de Dieudonné n’est pas disponible aujourd’hui pour des raisons religieuses en raison du Ramadan ». Parmi les stands installés sur place, se trouve celui d'Alain Soral où sont proposés divers ouvrages et au centre duquel figure Mein Kampf, « un livre qui plaît beaucoup pour la nostalgie » explique l’un des vendeurs. Durant sa prestation, Dieudonné explique que « le complot juif lui aurait coûté sa carrière ». Il « blague » sur les Juifs qu'il qualifie sous les applaudissements de « gang des pyjamas de Cracovie », faisant référence à la tenue des déportés dans les camps d'extermination nazis. Parmi les « lauréats des quenelles d'or » attribuées à des figures de la fachosphère sont distingués Alain Benajam, l'un des fondateurs du Réseau Voltaire, qui se vante d'avoir « fait le buzz sur internet avec une belle quenelle, en tant que juif », « geste que revendique également Jacob Cohen, connaissance de longue date de Dieudonné qui est aujourd’hui accusé d’incitation à la haine raciale ».

#### Tribu Ka

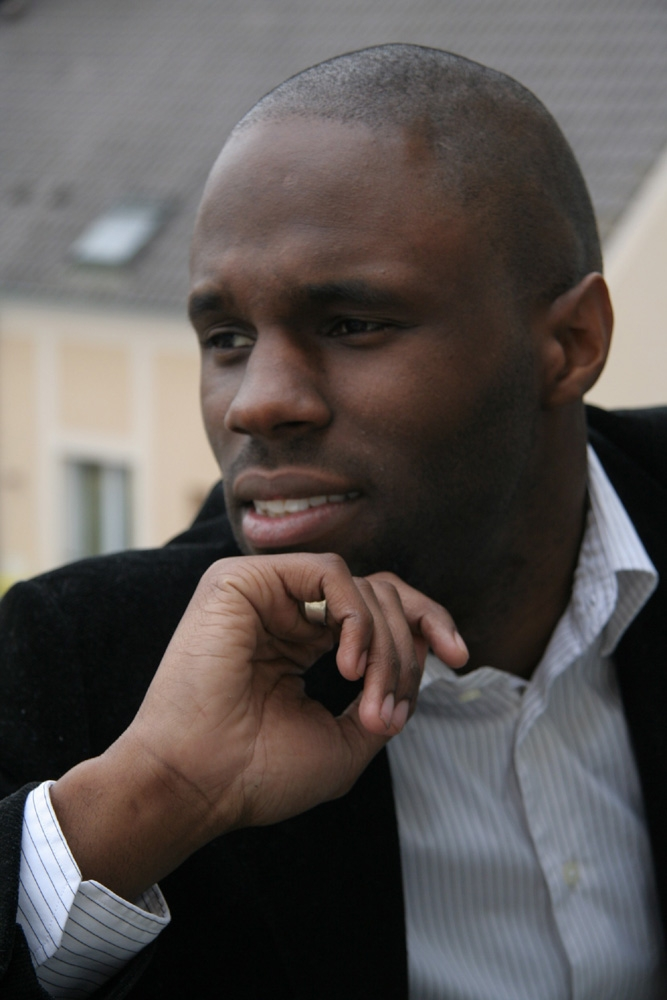
Kémi Séba en 2007.

Le groupuscule Tribu Ka, dirigé par Kémi Séba, a été dissout en 2006 par le gouvernement pour antisémitisme et « actions menaçantes à l'égard de personnes de confession juive ».

#### Hervé Ryssen
La rhétorique antijuive se retrouve dans les textes de l'auteur français Hervé Ryssen, plusieurs fois condamné pour la tonalité antisémite de ses écrits. En septembre 2020, Hervé Ryssen a été condamné à une peine de prison ferme.

#### Dans le contexte du conflit-israélo-palestinien
Le 26 janvier 2014, la manifestation Jour de colère à Paris contre le président François Hollande rassemble selon la police 17 000 personnes, groupes hétéroclites d'intégristes catholiques, dont Civitas, d'opposants au mariage homosexuel, de partisans de Dieudonné, d'identitaires, de patrons en colère ou encore de familles. Slogans antisémites, saluts nazis, quenelles, insultes, violences ont marqué cette manifestation condamnée par les associations antiracistes, et l'essentiel de la classe politique. Selon Robert Badinter, « c'est la première fois depuis la fin de l'Occupation que l'on entend hurler dans les rues de Paris "dehors les Juifs" ». Face à ces événements, l'historien israélien Élie Barnavi, ancien ambassadeur d'Israël en France, juge que « dans un climat social délétère, les inhibitions ont sauté et la parole judéophobe s’est déchaînée. Ainsi remontent à la surface, du tréfonds de l’inconscient national, de vieux miasmes que l’on croyait enfouis à jamais ».

#### Controverse sur le projet de réédition des pamphlets antisémites de Céline
En décembre 2017, on apprend que Gallimard projette de publier un volume regroupant les pamphlets antisémites de Louis-Ferdinand Céline, Bagatelles pour un massacre, L'École des cadavres et Les Beaux draps, à paraître en mai 2018 sous le titre Écrits polémiques. Une vive controverse s'ensuit, qui conduit Gallimard à suspendre ce projet, le 11 janvier 2018 : « Au nom de ma liberté d'éditeur et de ma sensibilité à mon époque, je suspends ce projet, jugeant que les conditions méthodologiques et mémorielles ne sont pas réunies pour l'envisager sereinement », indique Antoine Gallimard dans un communiqué.

#### Cercle Édouard Drumont
Le Cercle Édouard Drumont (du nom de l’auteur du pamphlet antisémite La France juive) se constitue en 2019 afin d'« honorer » ce « grand homme » et ce militant « nationaliste ». Pour le journaliste de Libération Pierre Plottu, ce cercle est proche d'« Amitié et Action française », une scission dissidente de l’Action française dirigée par l’avocat Elie Hatem qui organise également des réunions où « la liste des invités est un who’s who de l’extrême droite antisémite française : Yvan Benedetti mais aussi Jérôme Bourbon (du journal négationniste Rivarol), Alain Escada (chef des nationaux-catholiques de Civitas), la soralienne Marion Sigaut, Pierre-Antoine Plaquevent (obsédé par Soros et « l’invasion migratoire »), Stéphanie Bignon (de Terre et Famille, proche de Civitas), ou encore le prince Sixte-Henri de Bourbon-Parme qui ne cache pas sa proximité avec des personnalités du Rassemblement national ».

### Crimes à caractère antisémite (2002 - 2022)
De 1945, fin de la Deuxième Guerre mondiale, à 1980, attentat de la rue Copernic, aucun crime à caractère antisémite n'a été recensé. L'assassinat de Sébastien Selam, en 2003, par un ami d'enfance qui avait crié « J'ai tué un juif, j'irai au paradis », a été jugé comme relevant de la folie et non de l'antisémitisme ; l'hôpital psychiatrique a en revanche été jugé responsable de carences dans le suivi médical.
De 2006 avec le meurtre d'Ilan Halimi à 2018, on compte onze assassinats — assassinats de Sarah Halimi et de Mireille Knoll compris — et deux tentatives de meurtre motivées par l'antisémitisme en France.

#### Enlèvement et meurtre d'Ilan Halimi (2006)

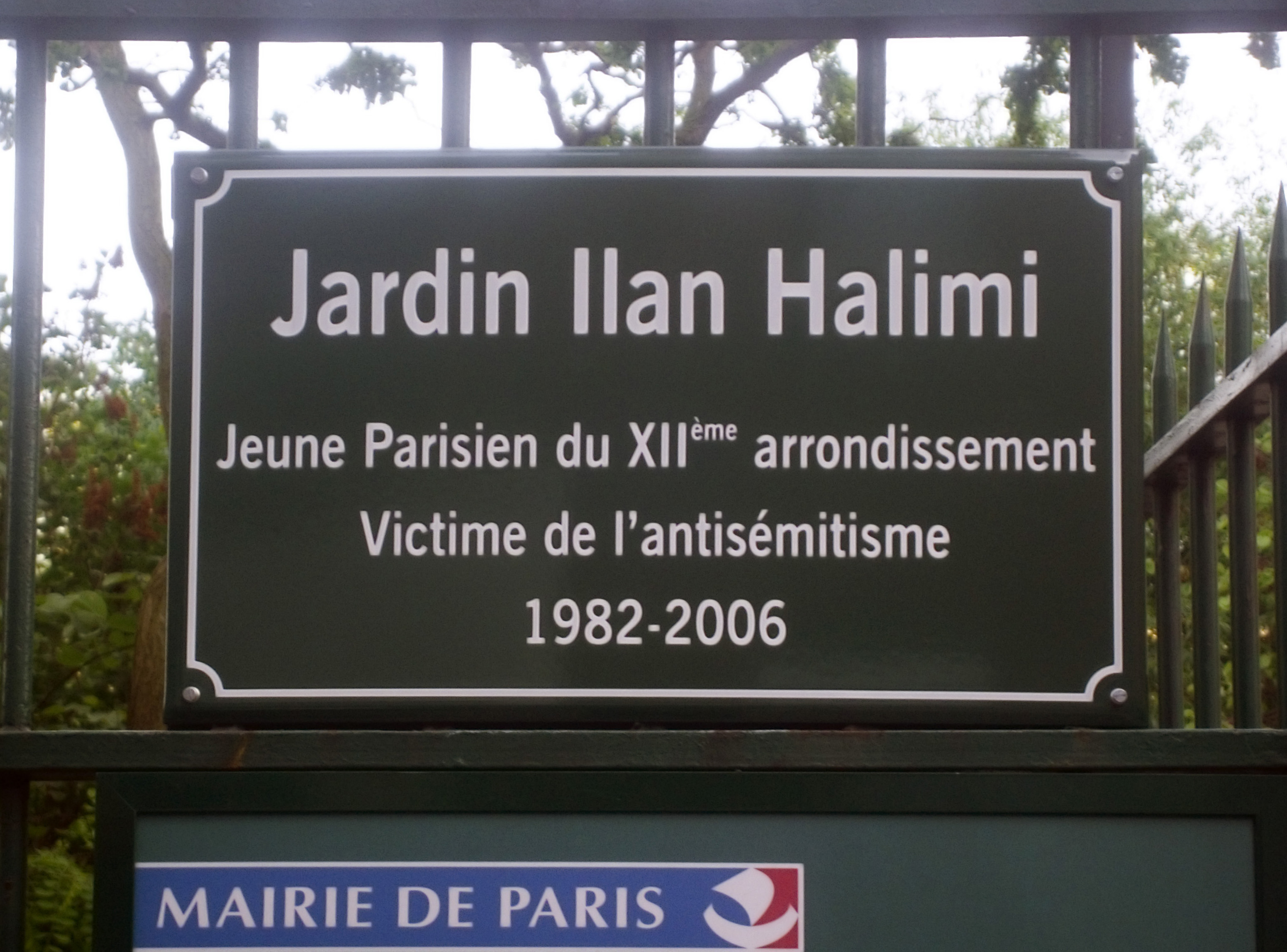
Plaque du jardin Ilan Halimi.

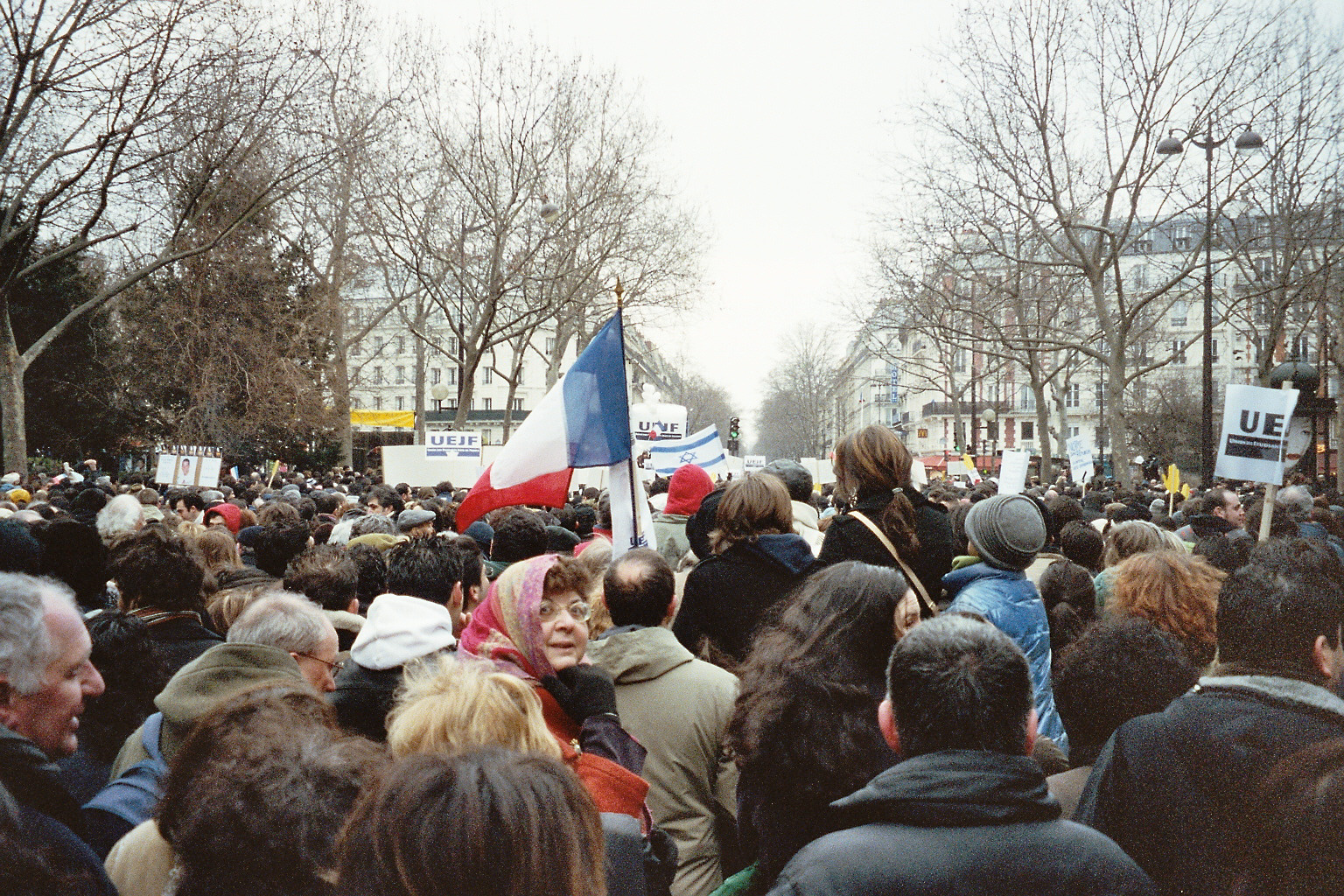
Manifestation du 26 février 2006 à la mémoire d'Ilan Halimi

En 2006, l'opinion publique française est particulièrement choquée par l'affaire du gang des barbares, au cours de laquelle un jeune homme juif, Ilan Halimi, est enlevé, puis torturé pendant trois semaines avant de succomber à ses blessures dans la banlieue parisienne.
Les motifs de l'enlèvement initial d'Halimi par une bande criminelle dirigée par Youssouf Fofana étaient essentiellement crapuleux, mais l'antisémitisme a joué un rôle notable dans la violence des malfaiteurs et dans leur choix d'une victime israélite, supposée fortunée. C'est la première fois, sur le territoire français, qu'un juif se fait assassiner en raison de sa religion, depuis la fin de la Seconde Guerre mondiale.
En mars 2012, Youssouf Fofana arrive à faire publier une vidéo où il exprime sa haine des juifs et fait référence à Ilan Halimi ; il est condamné à 7 ans de prison pour apologie du terrorisme l'année suivante. Plusieurs fois depuis, la plaque commémorative d'Ilan Halimi à Bagneux est profanée, les arbres plantés en son souvenir sont sciés,,.

#### Tuerie à l’école juive Ozar Hatorah de Toulouse (2012)

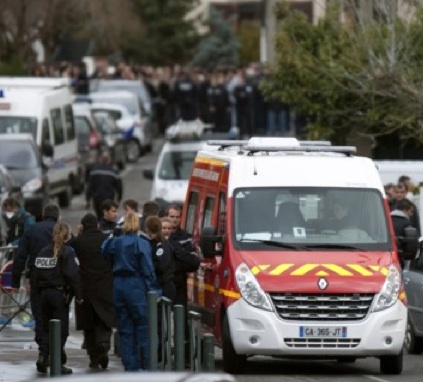
Une ambulance stationnant à proximité du collège-lycée juif Ozar Hatorah, après la tuerie perpétrée par le terroriste islamiste Mohammed Merah.

Durant la tuerie de Toulouse, le 19 mars 2012, 3 enfants, Myriam Monsenego (8 ans), Gabriel (3 ans) et Aryeh Sandler (6 ans) et un professeur, leur père Jonathan Sandler (30 ans), sont assassinés ; un adolescent (15 ans) est grièvement blessé par balle, dans une école juive. Après les actes antisémites qui le suivent, le ministre de l'Intérieur, Manuel Valls s'inquiète alors de cet « "antisémitisme nouveau" depuis plusieurs années, "né dans nos quartiers, dans nos banlieues" » puis le Président François Hollande, nouvellement élu, donne un lustre particulier à la commémoration du 70e anniversaire de la Rafle du Vel d'Hiv le 22 juillet 2012, et déclare « L'antisémitisme n'est pas une opinion, c'est une abjection. Pour cela, il doit d'abord être regardé en face. Il doit être nommé et reconnu pour ce qu'il est. Partout où il se déploie, il sera démasqué et puni ».
Tandis que le président du CRIF, Richard Prasquier, prône une extrême vigilance face à l'islamisme radical, « comme avec le nazisme », Le Monde, dans un éditorial, écrit : « Quand, pour la première fois depuis la fin de la guerre, des enfants sont tués en France parce qu'ils sont juifs, avec les crimes perpétrés à Toulouse par Mohamed Merah il y a plus de six mois. Quand une grenade est lancée en pleine journée dans une supérette casher de Sarcelles, dans la région parisienne, comme il y a deux semaines. Quand la police démantèle un réseau islamiste et le trouve en possession d'une liste de projets d'attaques contre des associations juives de France, comme ce samedi 6 octobre. Cette violence n'est pas indiscriminée ; elle est bel et bien ciblée. Elle est commise au nom de l'islam, censé inspirer un combat islamiste, djihadiste, al-qaïdiste. […] Elle réhabilite théories du complot et archétypes les plus ignobles. C'est au nom de cet antisémitisme qu'Ilan Halimi a été enlevé puis torturé à mort par le "gang des barbares" en 2006. […] La prise de conscience doit être nationale : cette affaire-là nous concerne tous ».
Le président de la République François Hollande répond solennellement à ces menées antisémites, en présence du premier ministre israélien Benyamin Netanyahou, en participant à une cérémonie d'hommage aux victimes de la tuerie de Toulouse, le 1er novembre 2012. Il y assure que l'antisémitisme « sera pourfendu dans toutes ses manifestations, les actes mais aussi les mots. Il sera pourchassé partout y compris derrière toutes les causes qui lui servent de masque (…). Il sera poursuivi par tous les moyens partout où il se diffuse, en particulier sur les réseaux sociaux qui accordent l’anonymat à la haine. […] Aucun enfant ne doit avoir peur en allant étudier, aucun parent ne doit avoir peur en laissant ses enfants partir en classe ».

#### Prise d'otages et tuerie de l'Hyper Cacherde la Porte de Vincennes

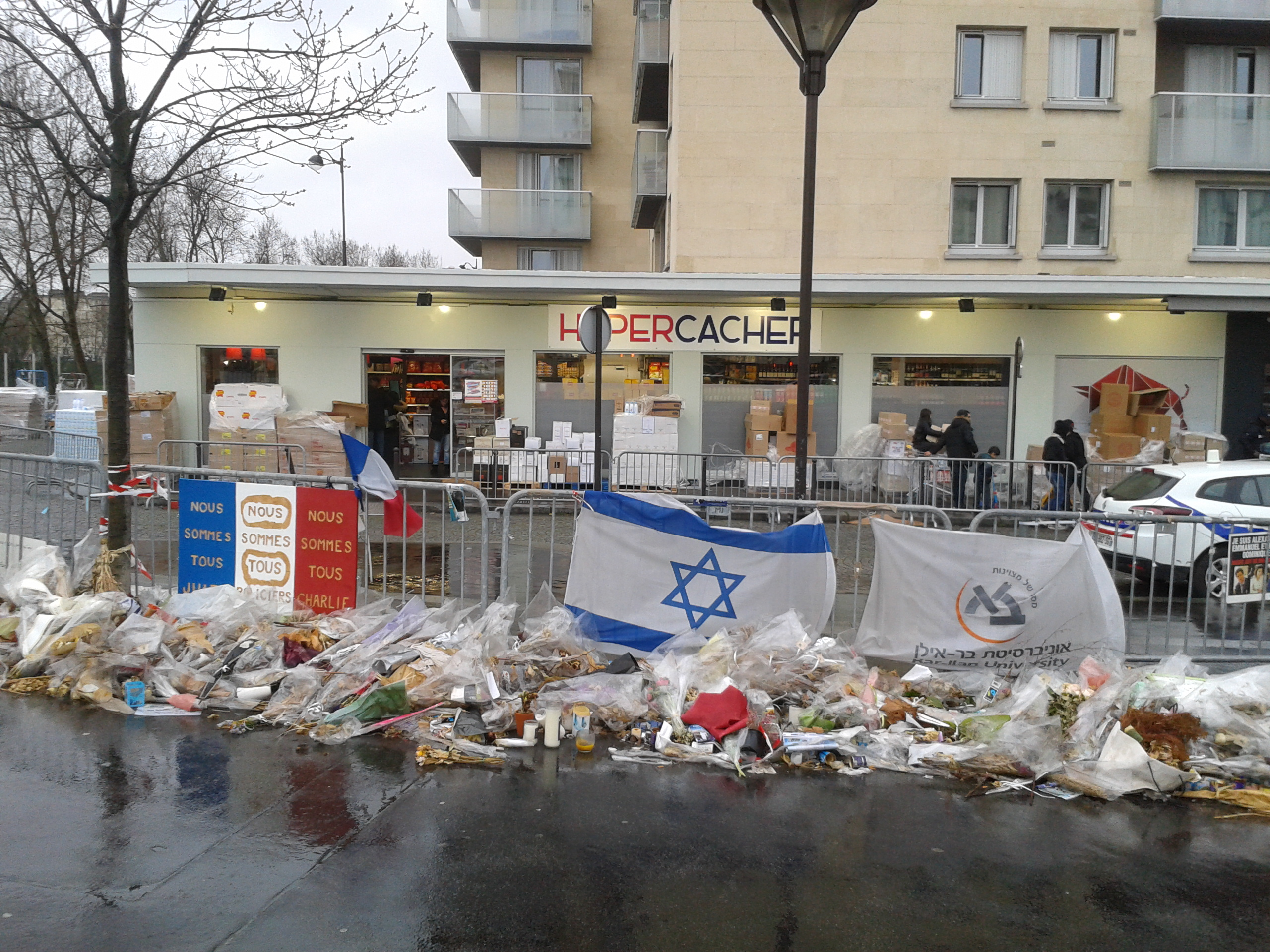
Le magasin, fin mars 2015, après la réouverture.

Le 9 janvier 2015, 2 jours après l'attentat contre Charlie Hebdo, quatre hommes sont assassinés durant une prise d'otages dans un supermarché cachère, porte de Vincennes à Paris. Il s'agit de Philippe Braham (45 ans), Yohan Cohen (20 ans), Yoav Hattab (21 ans) et François-Michel Saada (64 ans).
Le terroriste islamiste Amedy Coulibaly, qui n'avait pas caché ses motivations antisémites, est tué lors de l'assaut de la police.
Le lendemain, le premier ministre, Manuel Valls, comme le président de la République François Hollande, appelle les Français à participer à la marche républicaine prévue le dimanche suivant et ajoute à ce sujet : « Nous sommes une nation, pas une addition de communautés. L'antisémitisme, le racisme, les actes anti-chrétiens sont des délits. Il y a un an face à Dieudonné, je me suis senti un peu seul ».

#### Assassinats de Sarah Halimi et de Mireille Knoll
Le 4 avril 2017, à Belleville, l'assassinat d'une femme juive de soixante-cinq ans, Sarah Halimi, mère de trois enfants, grand-mère, médecin puis directrice de crèche retraitée, torturée et défenestrée par un jeune voisin musulman d'origine malienne, Kobili Traoré, suscite une vive émotion dans la communauté juive, que les responsables de la Communauté ont peine à endiguer. Ses avocats dénoncent un acte antisémite.
Le 22 mai, la partie civile demande que soit reconnue la circonstance aggravante à caractère antisémite, ainsi que la séquestration, les actes de torture et de barbarie.
Le 25 mai, Alexandra Laignel-Lavastine publie sur Atlantico une lettre ouverte intitulée « d’Ilan à Sarah Halimi, la France indigne » à Gérard Collomb, nommé ministre de l’Intérieur une semaine plus tôt, dans laquelle elle fustige « un pays où il est redevenu possible d’assassiner des Juifs sans que nos compatriotes ne s’en émeuvent outre mesure » et « l’atmosphère déliquescente qui règne au pays de Dieudonné ». Le 2 juin, dix-sept intellectuels, dont Michel Onfray, Jacques Julliard ou Marcel Gauchet publient une tribune dans le Figaro demandant « que toute la lumière soit faite sur la mort de cette Française de confession juive tuée aux cris d'« Allah akbar ». Ils dénoncent « le déni du réel » et le fait que « ce crime d'une barbarie rare, qui a eu lieu en pleine campagne présidentielle, a reçu peu d'attention des médias ». ».
Le 12 juillet, Kobili Traoré est mis en examen pour « homicide volontaire » sans que l'antisémitisme soit retenu jusqu'à ce qu'en septembre 2017, après le rapport du psychiatre chargé de l'expertise, le parquet de Paris demande à la juge chargée de l'enquête que le caractère antisémite soit retenu dans cette affaire. Finalement, le 27 février 2018, le caractère antisémite du meurtre est retenu comme circonstance aggravante par la juge d'instruction chargée de l'enquête.
Le 23 mars 2018, près d'un an après le meurtre de Sarah Halimi, le meurtre de Mireille Knoll, une octogénaire juive assassinée dans son appartement ensuite incendié, lui fait tristement écho. Le caractère antisémite est tout de suite souligné par le parquet.
La décision de la Cour de cassation déclarant le 14 avril 2021 irresponsable le meurtrier de Sarah Halimi tout en reconnaissant le côté antisémite de son crime suscite la totale incompréhension de nombreux responsables de la communauté juive française.

#### Autres assassinats de Juifs
Quoique les assassinats de Juifs en France ne soient pas tous reconnus par les juges comme ayant un caractère antisémite, leur fréquence en augmentation pose question. Ainsi, après l'assassinat de Yvan Eyal Haddad le 19 août 2022,, le député français Meyer Habib déclarait : « Après le DJ Sellam, Ilan Halimi, Sarah Halimi, Mireille Knoll, René Hadjaj, Myriam Monsonego, Jonathan, Arié et Gabriel Sandler, Philippe Braham, Yohan Cohen, Yoav Hattab, Francois-Michel Saada, encore un meurtre, encore un juif tué par un musulman, c’est le triste destin d’une France du 21e siècle où l’antisémitisme et son nouveau visage, l’antisionisme, est plus vivant que jamais »,.

### Analyses et réactions

#### «Nouvel antisémitisme»
Dès 2002, l'historien Georges Bensoussan dans son ouvrage Les Territoires perdus de la République (2002), se penche sur la résurgence de l'antisémitisme dans les banlieues françaises et plus particulièrement parmi les jeunes d'origine maghrébine.
En 2004, Jean-Christophe Rufin, président d'Action contre la faim et ancien vice-président de Médecins sans frontières, à la demande du ministre de l'Intérieur, rend un rapport sur le racisme et l'antisémitisme montrant que l'antisémitisme de l'extrême droite semble diminuer parmi les causes des violences antisémites alors qu'apparait une augmentation du rôle celui d'une frange de la jeunesse issue de l'immigration, ce qui est confirmé par l'enquête de 2014. Ce rapport récuse cependant la perception que le nouvel antisémitisme en France ne proviendrait uniquement que des immigrés d'Afrique du Nord et que de l'extrême droite,. Dans son rapport daté d'octobre 2004, Rufin écrit que « le nouvel antisémitisme apparaît plus hétérogène » et identifie ce qu'il appelle une nouvelle et « subtile » forme d'antisémitisme dans « l'antisionisme radical » tel qu'il est exprimé par les mouvements d'extrême gauche et d'antimondialisation, dans laquelle la critique des Juifs et d'Israël est utilisée comme prétexte pour « légitimer le conflit armé palestinien »,.
En 2014, une étude de la Fondation pour l'innovation politique (Fondapol) présidée par Dominique Reynié précise que « c'est l'émergence et l'affirmation d'un nouvel antisémitisme qui s'apprécient parmi les musulmans vivant en France ». Mais « cette enquête met fin à l'idée d'un parti [le Front national] qui s'est normalisé » : « Les sympathisants du FN et ses électeurs ressemblent davantage au discours du fondateur du parti qu'au discours plus policé que sa nouvelle présidente s'efforce de mettre en scène ». L'étude dénonce aussi « le formidable outil de propagation des opinions antisémites que peut être le Web ». La méthodologie d’enquête est fortement contestée, notamment par Nonna Mayer : les critiques mettent en cause la représentativité discutable de l'échantillon et la méthode du questionnaire (interrogations dans la rue et avec des questions posées en mode binaire).
Le 22 avril 2018, 250 personnalités du monde intellectuel, politique ou religieux signent un Manifeste contre le nouvel antisémitisme écrit par Philippe Val dans lequel les signataires dénoncent une « épuration ethnique à bas bruit » qui a conduit 50 000 Juifs « à déménager parce qu’ils n’étaient plus en sécurité dans certaines cités et parce que leurs enfants ne pouvaient plus fréquenter l’école de la République », ce silence venant :
- de ce « que la radicalisation islamiste - et l’antisémitisme qu’[elle] véhicule - est considérée exclusivement par une partie des élites françaises comme l’expression d’une révolte sociale, alors que le même phénomène s’observe dans des sociétés aussi différentes que le Danemark, l’Afghanistan, le Mali ou l’Allemagne… » :
- et de ce « qu’au vieil antisémitisme de l’extrême droite, s’ajoute l’antisémitisme d’une partie de la gauche radicale qui a trouvé dans l’antisionisme l’alibi pour transformer les bourreaux des Juifs en victimes de la société » et de ce « que la bassesse électorale calcule que le vote musulman est dix fois supérieur au vote juif ».

La publication du manifeste est suivie par celle d'un ouvrage collectif : Le Nouvel Antisémitisme en France.
La manifestation contre l'islamophobie du 10 novembre 2019, où plusieurs personnes arboraient des étoiles jaunes à cinq branches est perçue par une grande partie de la communauté juive comme une banalisation du négationnisme et une instrumentalisation du martyr juif sous l’occupation,,. L'imam de la mosquée de Bordeaux Tareq Oubrou déplore quant à lui, un « dérapage ».

#### Études de l'Agence des droits fondamentaux de l'Union européenne
Selon une étude de l'Agence des droits fondamentaux de l'Union européenne (FRA), conduite entre septembre et octobre 2012, 85 % des Juifs français estiment que « l'antisémitisme est un problème dans leur pays », contre 66 % au niveau européen. Ce sentiment s'est accru avec la tuerie à l'école juive Ozar Hatorah à Toulouse en 2012. 74 % d'entre eux ont déclaré « renoncer parfois à porter des signes distinctifs, tels que la kippa » et 10 % affirment avoir déjà fait l'objet de violences physiques ou des menaces de violence. Selon cette étude, Le nombre d'actes antisémites enregistrés en France a presque doublé entre 2011 et 2012. 75 % des Juifs français estiment que « le conflit israélo-arabe a un impact négatif sur leur vie quotidienne ». 73 % considèrent les extrémistes musulmans comme responsables de cette montée de l'antisémitisme, 67 % accusent les militants d'extrême gauche et 27 % ceux d'extrême droite. Henri Nickels, directeur de programme de cette agence a conclu cette étude en soulignant que ses résultats « démontrent un grave et indéniable sentiment d'insécurité des Juifs de France » et qu'il était important que la France « analyse les raisons de ce sentiment et mette en œuvre des politiques, afin de permettre aux Juifs de vivre pleinement leur identité, comme ils l'entendent, sans crainte et au grand jour ».
Une nouvelle étude publiée en novembre 2013, montre que la France est en « première ligne de l’antisémitisme » et qu'Internet « joue un rôle particulièrement néfaste dans la propagation de l’antisémitisme ». Le directeur de l'agence estime « qu'il est particulièrement pénible d’observer qu’internet, qui devrait être un outil de communication et de dialogue, est actuellement utilisé comme un instrument de harcèlement à caractère antisémite » et que l'Union européenne et les États membres devraient trouver « de toute urgence, des moyens efficaces de lutter contre le phénomène croissant de l’antisémitisme sur Internet ». L’agence propose la création d’unités de police spécialisées afin de surveiller et d’enquêter sur les « crimes de haine » en ligne et recommande « l’adoption de mesures pour encourager le signalement de contenus antisémites à la police. ».
Lors d'une interview dans l’émission On n'est pas couché le 16 janvier 2016 sur France 2, le premier ministre Manuel Valls revient sur les agressions, attentats et manifestations d’antisémitisme en France de ces dernières années. Il déclare que « l’antisémitisme a changé de nature, passant par exemple de l’extrême droite à l’extrême gauche par "haine d’Israël" et sous couvert d’antisionisme, mais touchant aussi désormais des milieux sans culture ». Il précise que « cet antisémitisme [inculte] est véhiculé par les paraboles, par internet, par les théories proches du djihadisme qui a gagné une partie de nos quartiers ».
Selon l'enquête de la FRA publiée en décembre 2018, plus de 90 % des Juifs d'Europe (et 93 % des Juifs en France) estiment que le sentiment antisémite devient de plus en plus fort dans leurs pays - contre 85 % en 2012. Presque 30 % des Juifs déclarent avoir été harcelés du fait de leur origine religieuse mais 80 % d'entre eux ne l'ont pas rapporté à la police. « Par ailleurs, plus d'un tiers des personnes interrogées essayent de ne pas fréquenter d'événements juifs et 38 % considèrent la possibilité de quitter l'Union Européenne ».
La haine antisémite sur internet se manifeste à nouveau lorsque April Benayoum, Miss Provence 2020 et dauphine d'Amandine Petit (Miss France 2021) est visée le jour de l'élection par de nombreux commentaires antisémites sur les réseaux sociaux après avoir révélé que son père était d'origine israélienne. Amandine Petit, a jugé « extrêmement décevants » ces « propos déplacés » visant sa dauphine, à qui elle a apporté son « soutien ». De nombreux hommes politiques dont le ministre de l'Intérieur et la LICRA condamnent cette haine,.

#### Augmentation de l'émigration de Juifs français vers Israël
Depuis 2000 et le début de la deuxième Intifada, alors que l’alya de Juifs de France vers Israël n’est pas un phénomène nouveau, l’augmentation nette des violences antisémites a donné aux départs une signification nouvelle : les départs étaient d’environ 2 500 en 2004, ils sont de 7 900 en 2015, après l'attentat contre l'Hyper Cacher après avoir été de 7 200 en 2014. La France devient ainsi le premier pays contributeur à l'alya.
Dans ce contexte, le Premier ministre Manuel Valls a déclaré le 25 janvier 2016 à l'occasion d'une soirée hommage à Yitzhak Rabin à l'Hôtel de Ville de Paris que « les Juifs sont encore et toujours pris pour cibles, victimes d'un antisémitisme virulent qui se dissimule derrière la haine d'Israël » et que la France « mettra et met toute sa force pour protéger les Juifs de France » contre l'antisémitisme qui frappe au Proche-Orient et aussi en Europe. Il a aussi souligné la légitimité de l'attachement des Juifs français à la Terre d'Israël comme ils aiment la France qu'ils considèrent toujours « comme leur mère-patrie » et rappelé que la France et Israël étaient « deux nations sœurs dont l'amitié était exigeante et honnête ».

### Antisémitisme en France depuis 2016
Le 31 janvier 2016, IPSOS publie une étude d'opinion où il apparaît que « les préjugés antisémites sont fortement répandus au sein de la population française et transcendent tous les critères sociodémographiques et politiques ». Le rapport précise que « les préjugés antisémites sont largement répandus au sein de la population musulmane, plus que chez l'ensemble des Français ». Cet antisémitisme est « perçu par les juifs comme étant en forte progression et […] est devenu leur principale préoccupation ». Il s'y « ajoute un sentiment d’insécurité ».
Si l'opinion à l'égard des Juifs semble évoluer positivement, les actes antisémites progressent depuis 15 ans et alors que les juifs représentent moins de 1 % de la population française, ils ont été la cible de 40 % des actes racistes commis en France en 2015. Les personnes qui n'aiment pas les Juifs sont généralement âgées, de droite et peu diplômées. Depuis les années 1980, il faut, selon Michel Wieviorka, « y ajouter ceux qui se définissent d’abord comme antisionistes, mais qui finissent par assimiler les juifs à la politique d’Israël » et ceux d'extrême droite. Quant aux auteurs d’agressions antisémites, ce sont souvent des « hommes jeunes ayant un passé de petit délinquant » pour la sociologue Nonna Mayer et « il s’agit souvent d'islamistes radicalisés » selon Alain Jakubowicz, le président de la LICRA. Face à cette situation, les Juifs tendent à se faire discrets en évitant de porter des kippot (couvre-chefs traditionnels) et certains émigrent vers Israël. Le gouvernement, pour sa part a créé la Dilcra (Délégation Interministérielle à la Lutte Contre le Racisme et l’Antisémitisme) en 2014 et a désigné la lutte contre le racisme et l’antisémitisme comme grande cause nationale en 2015.
Le 2 octobre 2017, lors de la cérémonie des vœux à la communauté juive, le premier ministre, Édouard Philippe, annonce un nouveau plan de lutte contre l’antisémitisme pour 2018-2020 dont l'objectif principal est de le combattre sur internet. Ce plan est détaillé le 19 mars 2018 et inclut une initiative pour faire modifier le cadre législatif européen. L'idée est de rendre les plates-formes financièrement responsables quand il y a diffusion de contenus illicites.
Le 21 avril 2018, plus de 250 personnalités (dont l’ancien président de la République Nicolas Sarkozy, trois anciens Premiers ministres ou l’ex-maire de Paris Bertrand Delanoë) signent un manifeste contre « le nouvel antisémitisme » dans une tribune du Parisien. Le texte dénonce « l'antisémitisme musulman » comme « la plus grande menace qui pèse sur l'islam du XXIe siècle » et appelle en conséquence à ce que « soient frappés d’obsolescence par les autorités théologiques » musulmanes, « les versets du Coran appelant au meurtre et au châtiment des juifs, des chrétiens » et des incroyants, « afin qu’aucun croyant ne puisse s’appuyer sur un texte sacré pour commettre un crime ».
Trois jours plus tard, le 24 avril 2018, une trentaine d'imams de France, comprenant notamment le recteur de la grande mosquée de Bordeaux Tareq Oubrou, signent une tribune publiée le journal Le Monde pour faire part de leur compassion à l'égard des victimes de l'antisémitisme. Les imams y condamnent les lectures dévoyées du Coran qui génèrent parmi les musulmans « une anarchie religieuse, gangrenant toute la société ». Le texte reconnaît que certains imams, du fait de leur compréhension radicale, ont contribué à alimenter l'antisémitisme en France. Les signataires de cette tribune regrettent de voir « l’islam tomber dans les mains d’une jeunesse ignorante, perturbée et désœuvrée. Une jeunesse naïve, proie facile pour des idéologues qui exploitent son désarroi ». En s'alliant au combat contre l'antisémitisme, ces trente imams appellent « les intellectuels et les politiques à faire preuve de plus de discernement » dans leur critique de l'Islam.
Le 9 novembre 2018, le Premier ministre Édouard Philippe publie une tribune sur Facebook où il s'alarme de « la très forte hausse (+ 69 %) » de l'antisémitisme en 2018. Il rappelle des décisions prises les mois précédents et annonce une modification de la loi afin de renforcer la lutte contre la « cyberhaine », en mettant la pression sur les opérateurs du Net.
Fin 2018 et début 2019, le mouvement des Gilets jaunes inquiète la communauté juive par ses dérives antisémites,, et l'atmosphère antisémite délétère qui l'accompagne : tags antisémites (croix gammées, « Juden ») sur des devantures de magasins, sur des banderoles (« Macron pute à juifs »), injures antisémites devant une synagogue (« Rendez l'argent, sales juifs ! ») ou sur les réseaux sociaux,.

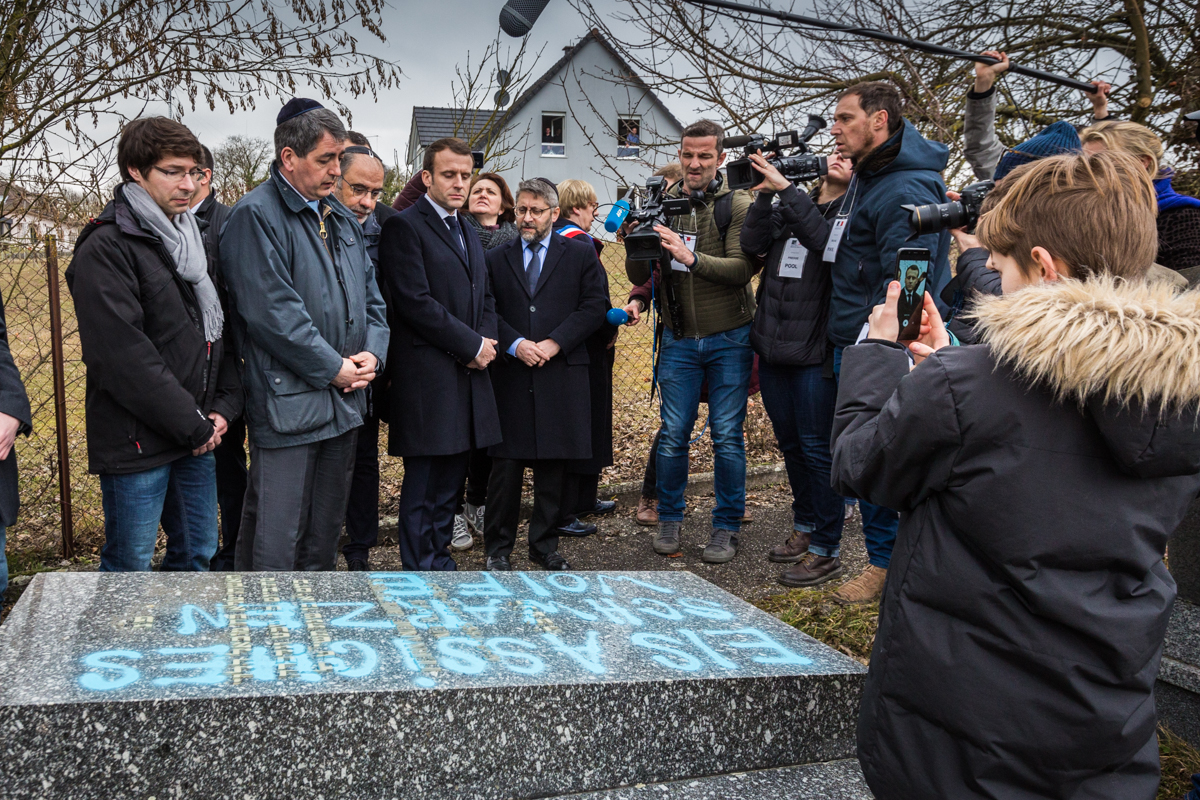
Emmanuel Macron et le grand-rabbin Korsia au cimetière juif de Quatzenheim le 19 février 2019.

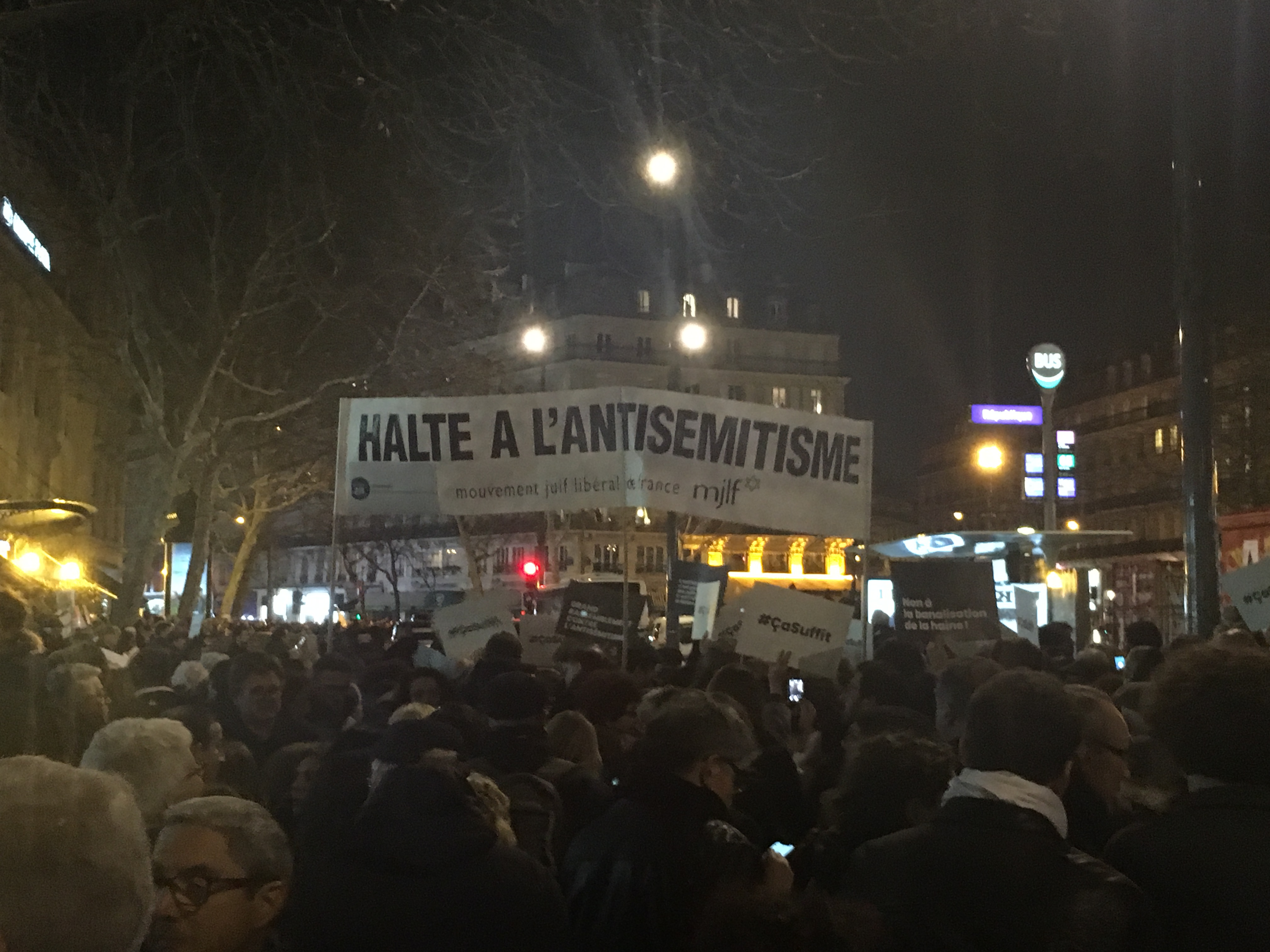
Manifestation du 19 février 2019 contre l'antisémitisme, place de la République à Paris.

Le 19 février, quatre-vingt-seize tombes sont profanées dans le cimetière juif de Quatzenheim, dans le Bas-Rhin avant que le président de la République et les présidents des deux Chambres se rendent au Mémorial de la Shoah pour y déposer une gerbe et que se déroule une soirée de manifestations contre l'antisémitisme appelée par la plupart des partis politiques et donnant lieu à un rassemblement de vingt mille personnes place de la République à Paris (en présence du Premier ministre, d'autres membres du gouvernement et d'anciens présidents de la République) et à d'autres, moins importants, à Toulouse,, à Marseille, à Strasbourg et en tout dans une soixantaine de villes. Simultanément, des rassemblements, de quelques centaines de personnes, alternatifs à celui de la place de la République, visant à dénoncer « l'instrumentalisation » de l'antisémitisme, et auquel ont répondu plusieurs organisations dont l'Union juive française pour la paix (UJFP), ont lieu.
Lors du dîner du CRIF du 20 février 2019, les annonces d'Emmanuel Macron de mesures concrètes pour répondre à l’antisémitisme, dont un projet de loi pour lutter contre la haine sur Internet et la mise en œuvre de la définition de l'antisémitisme de l'Alliance internationale pour la mémoire de l'Holocauste adoptée par le Parlement européen, ont été suivies par une vague de tags antisémites, nazis et de croix gammées sur les murs de Paris. Une semaine plus tard, le 26 février, une école juive de Montrouge reçoit une lettre antisémite au contenu virulent dont entre autres : « la France est une base arrière du sionisme en Europe » et « Adolphe Hitler, s’il avait exterminé tous les juifs, les pays arabes vivraient en paix ».
Le mercredi 20 mars 2019 en Conseil des ministres, le ministre de l’intérieur Christophe Castaner a demandé la dissolution de quatre associations prêchant le djihad armé : le Centre Zahra France, la Fédération chiite de France, le Parti antisioniste et France Marianne Télé, les trois premières organisations étant présidées par Yahia Gouasmi. Selon Benjamin Griveaux, porte-parole du gouvernement, « ce sont des associations ouvertement antisémites et dangereuses ».

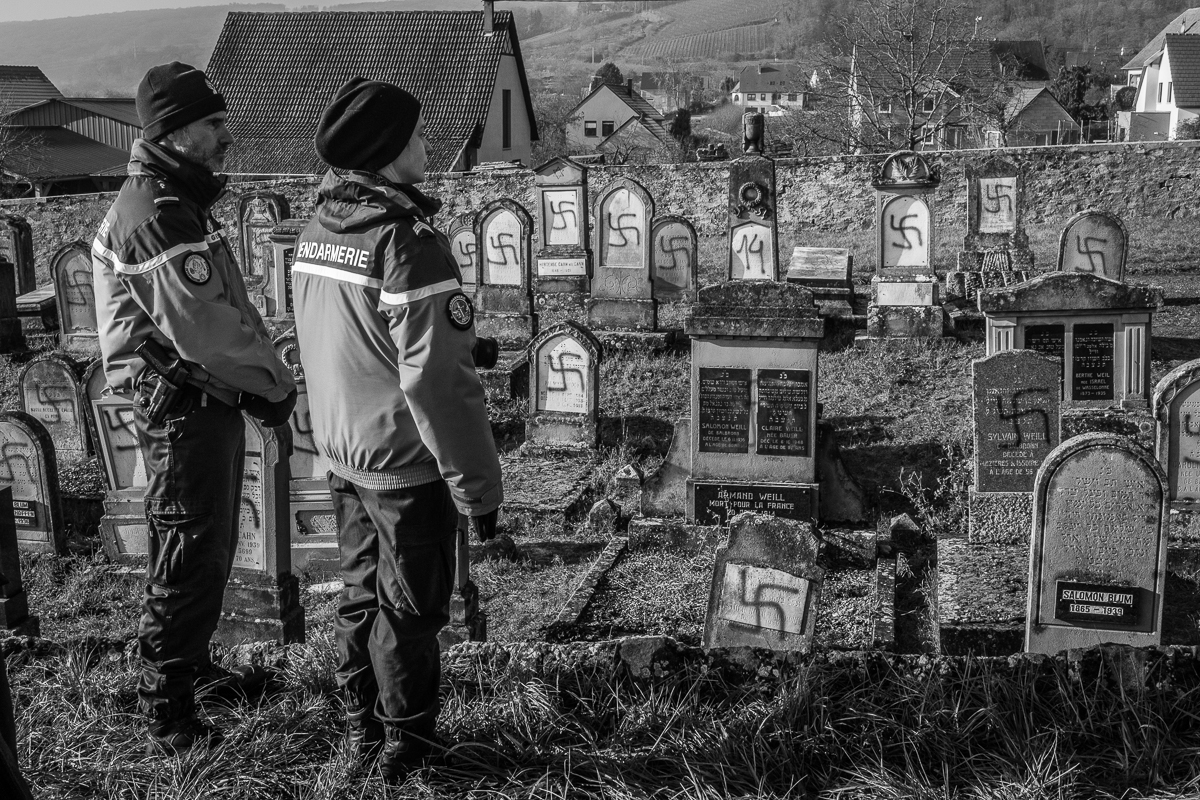
Gendarmes dans le cimetière juif de Westhoffen en Alsace après sa profanation le 4 décembre 2019.

À la suite de l'annonce d'Emmanuel Macron de février 2019, le député LREM Sylvain Maillard propose une résolution reprenant une définition de l'antisémitisme énoncée par l'Alliance internationale pour la mémoire de l’Holocauste (IHRA). Malgré l'opposition d'un collectif d'intellectuels juifs antisionistes du monde entier et les remous qu'elle provoque au sein de la majorité LREM, cette résolution déjà adoptée par vingt pays dont seize de l'Union européenne l'est à son tour par l'Assemblée nationale française le 3 novembre 2019 avec un nombre record d'oppositions au sein même de la majorité. Elle s'appuie sur la résolution du Parlement européen contre l'antisémitisme du 1er juin 2017, et fait référence à la définition « opérationnelle » et « non contraignante » de l'antisémitisme de l'IHRA : « L’antisémitisme est une certaine perception des Juifs qui peut se manifester par une haine à leur égard. Les manifestations rhétoriques et physiques de l’antisémitisme visent des individus juifs ou non et/ou leurs biens, des institutions communautaires et des lieux de culte ». Les opposants reprochent essentiellement à cette définition son côté « hautement problématique » et l'assimilation (l' « amalgame ») de l'antisémitisme et de l'antisionisme, « déjà utilisée pour stigmatiser et réduire au silence les critiques de l'État d'Israël, notamment les organisations de défense des droits humains ». Du côté du gouvernement, le Délégué interministériel à la lutte contre le racisme, l'antisémitisme et la haine anti-LGBT (DILCRAH) auprès du Premier ministre, Frédéric Potier, a assuré que « la définition (de l’IHRA) n’interdit pas la critique de la politique de l’État d’Israël » mais constitue « un instrument supplémentaire permettant de mieux décrypter la haine à l’encontre des juifs ».
Le 3 décembre 2019 au cimetière juif de Westhoffen (Bas-Rhin), 107 tombes ont été taguées de croix gammées.
Le 23 janvier 2020, à l'occasion des cérémonies marquant le 75e anniversaire de la libération des camps de la mort nazis, Emmanuel Macron, reprenant une idée déjà exprimée par exemple par le psychiatre et philosophe Frantz Fanon et par la rabbin Delphine Horvilleur déclare :

« L’antisémitisme n’est pas seulement le problème des Juifs, non, c’est d’abord le problème des autres. »

Une enquête publiée en 2022 montre que l'antisémitisme est très ancré en France avec une prédominance dans les électeurs du Rassemblement National et de la France Insoumise. Bien qu'en baisse en 2022, les actes antisémites représentent 62 % des actes anti-religieux en France alors que la population de confession juive constitue moins de 1 % de la population totale.
Le 30 janvier 2023, le gouvernement français présente un plan de lutte contre le racisme et l'antisémitisme pour les quatre prochaines années.
Le 3 juillet 2025, le Ministère de l'Intérieur révèle ses chiffres pour les cinq premiers mois de l'année. Entre janvier et mai 2025, il a recensé 504 actes antisémites, soit une baisse de 24 % par rapport à la même période en 2024 mais une hausse de 134 % par rapport à la même période en 2023. Il juge par ailleurs le niveau d'actes antisémites « très élevé ».

#### Mais qui?
Le 18 juin 2021, lors d'un entretien sur la chaîne CNews, le général retraité Dominique Delawarde (signataire de la « tribune des généraux ») évoque une minorité contrôlant la « meute médiatique » ; à la question « Qui ? », il répond : « La communauté que vous connaissez bien ». Une enquête est ouverte pour propos antisémites,.
Le 21 juin 2021, sur le site Strategika, réputé proche d’Alain Soral, le général publie une mise au point démentant toute intention antisémite, il aurait voulu parler d’une « communauté d’affaires et d’intérêts, bien connue sous le vocable de Deep State aux États-Unis et d’« État profond » en France ».
Quelques semaines après l'interview du général Delawarde, certains manifestants anti-passe sanitaire défilent avec cette seule interrogation sur leurs pancartes. Celles-ci sont surtout visibles lors des rassemblements organisés par Florian Philippot en juillet. Elles rejoignent les différents visuels qui ont déjà fait scandale au fil des rassemblements, mêlant étoiles jaunes, références au régime de Vichy ou au nazisme.
Le 7 août 2021, à Metz, ce slogan est repris en rouge sur une pancarte qui déploie également une liste de noms de personnalités majoritairement juives, lors d'une manifestation contre le passe sanitaire, l'enseignante vacataire (professeur d'allemand) qui brandit la pancarte fut proche du Front national, de Louis Aliot puis du Parti de la France,. Elle est placée en garde à vue, suspendue de ses fonctions puis inculpée de « provocation publique à la haine raciale ». Elle est finalement est condamnée à six mois de prison avec sursis et au paiement d'une amende à des associations antiracistes,.

## Explosion des actes antisémites dès le début de la guerre à Gaza de 2023
Dès le lendemain de l'attaque d'Israël par le Hamas le 7 octobre 2023 ans se produit une explosion des actes antisémites : du 7 octobre au 9 novembre 2023, sont recensées 1 159 actes et 518 interpellations sont effectuées,. Dans un entretien donné le 5 novembre, le ministre de l’Intérieur précise que parmi les 486 personnes interpellées, 102 sont étrangères.
Deux semaines après l'attaque du Hamas, le ministère de l'Intérieur constate que les actes antisémites se multiplient en France malgré les mesures de sécurité et de prévention prises par les ministères de l'Intérieur, de la Justice et de l'Enseignement supérieur.

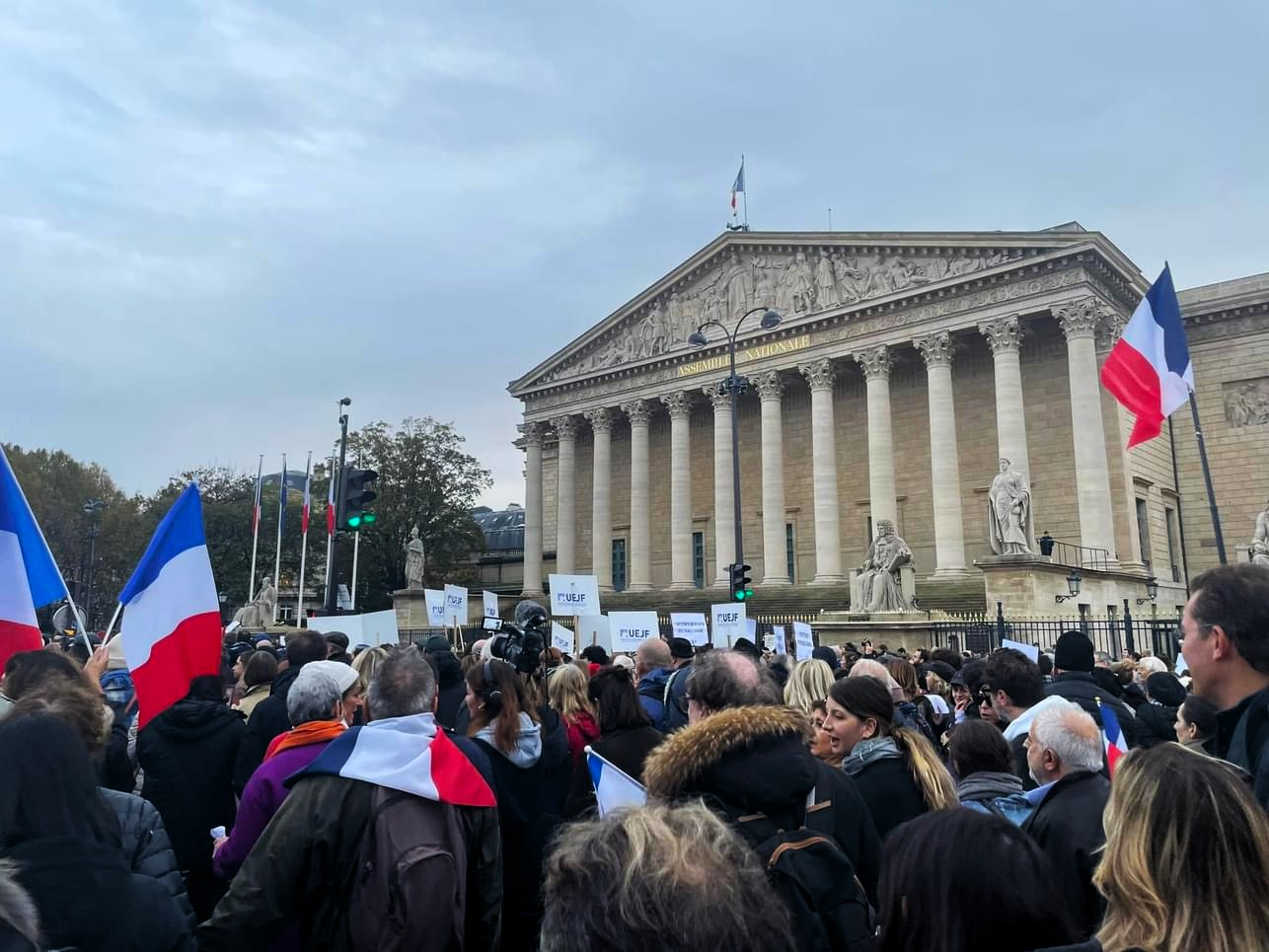
La manifestation pour la République et contre l'antisémitisme du 12 novembre 2023 passe devant le Palais Bourbon à Paris.

Les présidents du Sénat et de l'Assemblée nationale, Gérard Larcher et Yaël Braun-Pivet lancent un appel à « une marche pour la République et contre l’antisémitisme ». 182 000 personnes marchent le 12 novembre 2023 pour la République et contre l’antisémitisme dans toute la France dont 105 000 à Paris. LFI et la communauté musulmane ne sont pas officiellement représentées dans la manifestation parisienne,, en opposition notamment à la présence de l'extrême droite dans le défilé, mais participent à d'autres cortèges, comme à Bordeaux ou à Strasbourg. La participation du Rassemblement national à cette marche est critiquée, y compris par des organisations juives.
Des féministes juives voulant dénoncer les viols et les meurtres commis par le Hamas sont empêchées de se joindre à une manifestation féministe contre les violences faites aux femmes lorsque des militants d'extrême gauche les en empêchent. Une scène similaire se reproduit lors de la manifestation parisienne organisée à l'occasion de la Journée internationale des droits des femmes, le 8 mars 2024 quand les manifestantes juives sont obligées de quitter la manifestation, protégées par la police, après avoir subi des envois de projectiles comme des œufs, des tessons de bouteilles et objets divers, lancés par des manifestants pro-palestiniens.
Dans un rapport de mars 2024, le Service statistique ministériel de la sécurité intérieure fait état d'une hausse importante des crimes et délits à caractère raciste en France en 2023, expliquée en grande partie par la recrudescence des actes antisémites depuis le attaques du Hamas contre Israël le 7 octobre 2023.
Le 6 mai 2024, face à l'explosion des actes antisémites depuis le 7 octobre 2023 et particulièrement dans les universités, la ministre déléguée chargée de la lutte contre les discriminations, Aurore Bergé, lance les premières assises de lutte contre l'antisémitisme en présence de représentants des cultes chrétiens, juifs et musulmans et d'associations de lutte contre la haine.
Plusieurs actes antisémites commis en France sont soupçonnés de l'avoir été sous ingérence russe. Pendant le mois de novembre 2023, des manipulations d'origine russe contribuent à cette atmosphère d'antisémitisme comme le taggage d'étoiles de David bleues sur les murs de Paris et leurs multiples reproductions sur Internet. Dans la nuit du 13 au 14 mai 2024, une vingtaine de mains rouges sont peintes sur le Mur des Justes, à l’extérieur du Mémorial de la Shoah, à Paris, sur lequel figurent les noms de 3 900 hommes et femmes ayant contribué à sauver des juifs pendant la seconde guerre mondiale. Une dizaine d’autres bâtiments (école, crèche…) du quartier historique juif du Marais ont également été pareillement tagués. Ces mains rouges, déjà brandies par des manifestants pro-palestiniens, renvoient au lynchage de réservistes israéliens dans la ville palestinienne de Ramallah en octobre 2000, au début de la seconde Intifada mais seraient, selon le Canard enchaîné, le fait d’une manipulation orchestrée par la Russie, comme les étoiles de David bleues de novembre 2023.
Des mains peintes en rouges avaient déjà causé une polémique dans le cadre de la manifestation étudiante pro-palestinienne de Sciences Po le 26 avril 2024. Les étudiants se sont défendus de ces accusations en soulignant que les mains rouges sont « un symbole activiste qui a été utilisé pour énormément de causes, rien de plus ».
Le 17 mai 2024, un individu armé d'un couteau et d'une barre de fer lance dans la synagogue de Rouen un cocktail Molotov qui provoque un incendie maîtrisé par les pompiers. Le ministre de l'intérieur Gérald Darmanin annonce que l'homme a été abattu par le policier qu'il menaçait,,. Similairement, le 24 août 2024, un homme ceint d'un drapeau palestinien tente d'incendier la synagogue de la Grande Motte à l'aide de bouteilles d'essence er de gaz et est interpellé dès le lendemain après un échange de tirs avec la police.    
En juin 2024, trois jeunes garçons mineurs, âgés de 12 et 13 ans, sont mis en examen pour avoir commis un viol à caractère antisémite sur une fille de 12 ans, à Courbevoie,. Le jour-même de l'annonce publique des faits, plus d’un millier de manifestants se réunissent sur le parvis de l’hôtel de Ville de Paris. Deux des garçons sont condamnés à neuf et sept ans de prison ferme en juin 2025.
En juin 2024, selon un sondage de l'IFOP commandé par l'American Jewish Committee, pour 92 % des Français de confession juive, La France insoumise de Jean-Luc Mélenchon fait monter l’antisémitisme.
Le 22 juin 2024, les procureurs français inculpent un jeune de 19 ans et un mineur de planification et de collecte d'armes en vue d'un violent « complot terroriste » contre des cibles juives.
Le rapport de la Commission nationale consultative des droits de l'homme remis le 27 juin 2024 au gouvernement pointe une forte baisse de la tolérance envers les minorités et en particulier par rapport aux Juifs, et une multiplication par 4 des actes antisémites entre 2022 et 2023, hausse qualifiée d'inédite depuis la seconde Intifada en 2000. Ce même rapport juge l'action du gouvernement insuffisante et « trop attentiste » face à la montée de l'antisémitisme.
Selon une enquête de L'Express du 3 octobre 2024, près d'un an après le début de la guerre à Gaza, les agressions antisémites représentent désormais 57 % de l’ensemble des agressions racistes et antireligieuses dans le pays, alors que les juifs comptent pour moins de 1 % de la population française.
En novembre 2024, une enquête menée par Ipsos pour le Conseil représentatif des institutions juives de France (Crif) met en lumière une progression notable de l'antisémitisme en France. Selon l'étude, 46 % des Français adhèrent à plus de six préjugés antisémites, contre 37 % en 2020. Une augmentation sensible s'observe dans les jeunes générations,,.
En janvier 2025, le ministère de l'Intérieur communique au CRIF que 1 570 plaintes pour acte antisémite ont été comptabilisées en 2024, un chiffre du même ordre de grandeur que celui de 2023 (1 676), toujours en très forte augmentation par rapport à 2022 (436).
Le 22 mars 2025, le rabbin d'Orléans, Arié Engelberg, est agressé en pleine rue alors qu'il revenait chez lui avec son fils de 9 ans de l'office du chabbat. L'interposition d'un témoin permet de faire fuir l'agresseur mineur de nationalité marocaine arrêté deux jours plus tard,, et condamné à 16 mois de prison ferme. En mai puis juin 2025, c'est le rabbin Élie Lemmel qui est victime de deux agressions successives.

## Documentaires
- Histoire de l'antisémitisme, série documentaire en 4 épisodes de 53 minutes chacun, Réalisation Jonathan Hayoun, Productrice Simone Harari Beaulieu, France, diffusion ARTE, 2022[299].